# Грейт-Смокі-Маунтінс (національний парк)
Національний парк Грейт-Смокі-Маунтінс (англ. Great Smoky Mountains National Park, МФА [gɹeɪt ˈsməʊki ˈmaʊn.tənz ˈnæʃənəl pɑɹk]) — національний парк, складова частина біосферного резервату та природний об'єкт Світової спадщини ЮНЕСКО, розташований в центральній частині однойменного хребта (який можна дослівно перекласти як «Великі Димчасті гори») гірської системи Аппалачі. Адміністративно парк розташований в штатах Північна Кароліна та Теннессі, кордон між якими проходить серединною частиною хребта. За даними федеральної Служби національних парків США, Грейт-Смокі-Маунтінс є найвідвідуванішим національним парком на території цієї країни — наприклад, 2014 року в ньому побувало більше 19 млн осіб, що більше ніж удвічі перевищує кількість відвідувачів другого за популярністю Гранд-Каньйону. Через територію заповідної зони проходить так звана Аппалачська стежка (англ. Appalachian Trail) — найдовший безперервний пішохідний маршрут у світі та один з найвідоміших у США, що проходить уздовж цієї гірської системи від штату Мен до Джорджії.
Парк було засновано 1934 року рішенням Конгресу США, а 1940 року про його відкриття для відвідувачів офіційно оголосив президент Франклін Делано Рузвельт. Загальна площа парку становить 2108 км² (814 кв. милі), що робить його однією з найбільших охоронних природних зон в східній частині США. Основні в'їзди розташовані вздовж магістралі U. S. Highway 441 (відомої в межах парку як «Newfound Gap Road») в містах Гетлінбург та Черокі. Саме завдяки існуванню цієї дороги, що в першій половині XX століття була однією з найбільших, які перетинають Аппалачі, в'їзд на територію Грейт-Смокі-Маунтінс залишається безкоштовним, на відміну від переважної більшості інших національних парків США.

## Географія

### Географічне положення

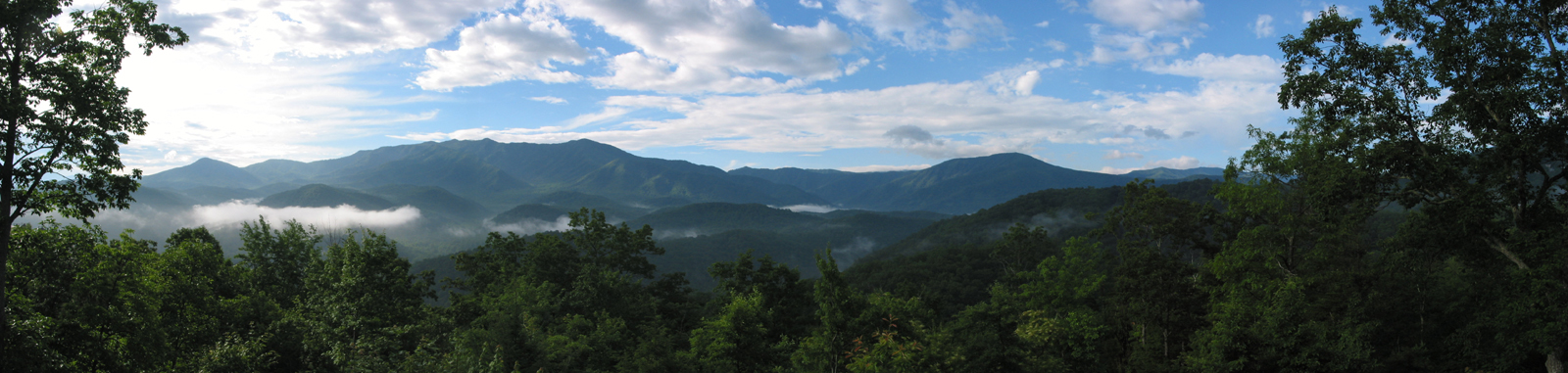
Панорама гір з боку Гетлінбурга. На світлині — гора ЛеКонт («Mount Le Conte»)

Національний парк Грейт-Смокі-Маунтінс розташований на схилах однойменного хребта, який, у свою чергу, відноситься до району Блу-Ридж-Маунтінс (англ. Blue Ridge Mountains) в південній частині гірської системи Аппалачі, на сході Північної Америки.

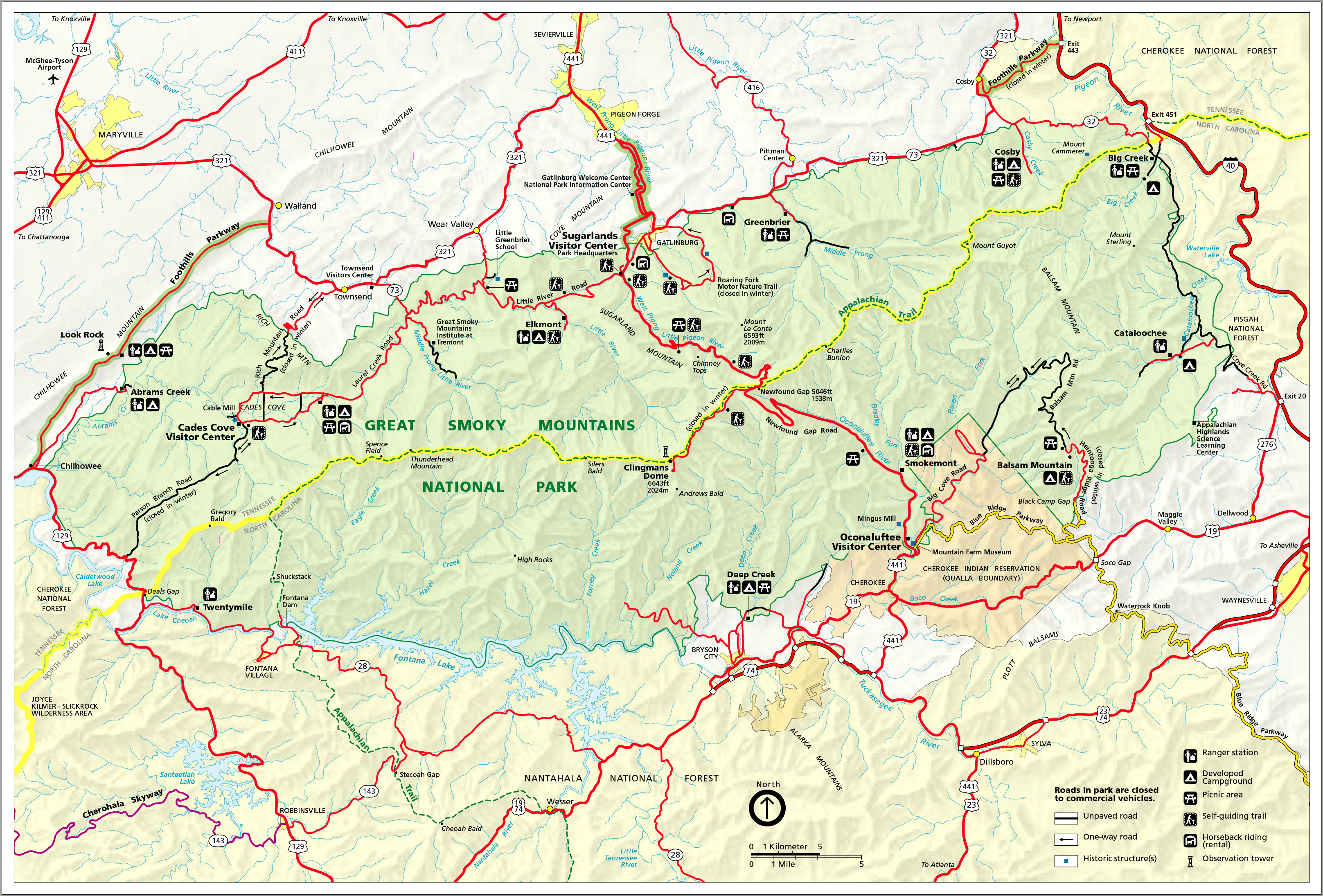
Мапа національного парку

Територія парку адміністративно підпорядкована кільком округам штатів Північна Кароліна і Теннессі: Суейн, Гейвуд, Севі, Блант та Кок. Вона приблизно порівну поділена між штатами: 1118,32 км² (276 344 акри) відносяться до Північної Кароліни та 990,44 км² (244 742 акри) — до Теннессі. Управлінням парку займається федеральне відомство — Служба національних парків США. Із сходу й півдня до Грейт-Смокі-Маунтінс прилягають ще кілька природоохоронних зон, що мають статус державних заповідників (англ. National Forest): Черокі, Пісга та Нантахала. На південному сході Грейт-Смокі-Маунтінс межує з індіанською резервацією Квалла, центром якої вважається місто Черокі. Інші примітні населені пункти в околицях парку — міста Гетлінбург, Піджон-Фордж, Севьєрвілл, Таунсенд, Брайсон-Сіті та Силва.
Перепад висот — від 256 м (840 футів) над рівнем моря в районі струмка Абрамс-Крик («Abrams Creek») до 2025 м (6643 фута) на вершині гори Клінгменс-Дом («Clingman's Dome»). Інші значущі вершини парку — Гюйо («Mount Guyot», 2018 м), ЛеКонт («Mount Le Conte», 2010 м), Кефарт («Mount Kephart», 1895 м), Коллінз («Mount Collins», 1886 м).
У парку беруть початок декілька річок і струмків, більшість яких є частиною басейну річки Теннессі. Найбільші потоки — річка Оконалуфті («Oconaluftee»), струмки Гейзл-Крик («Hazel Creek»), Ігл-Крик («Eagle Creek»), Форні-Крик («Forney Creek») на півдні, річки Літл-Піджн-Рівер («Little Pigeon River»), Літтл-Ривер («Little River») та струмок Абрамс-Крик на півночі.

### Геологія
Парк Грейт-Смокі-Маунтінс розташований на схилах південної частини Аппалач, що є вододілом між Атлантичним океаном та басейном Міссісіпі.

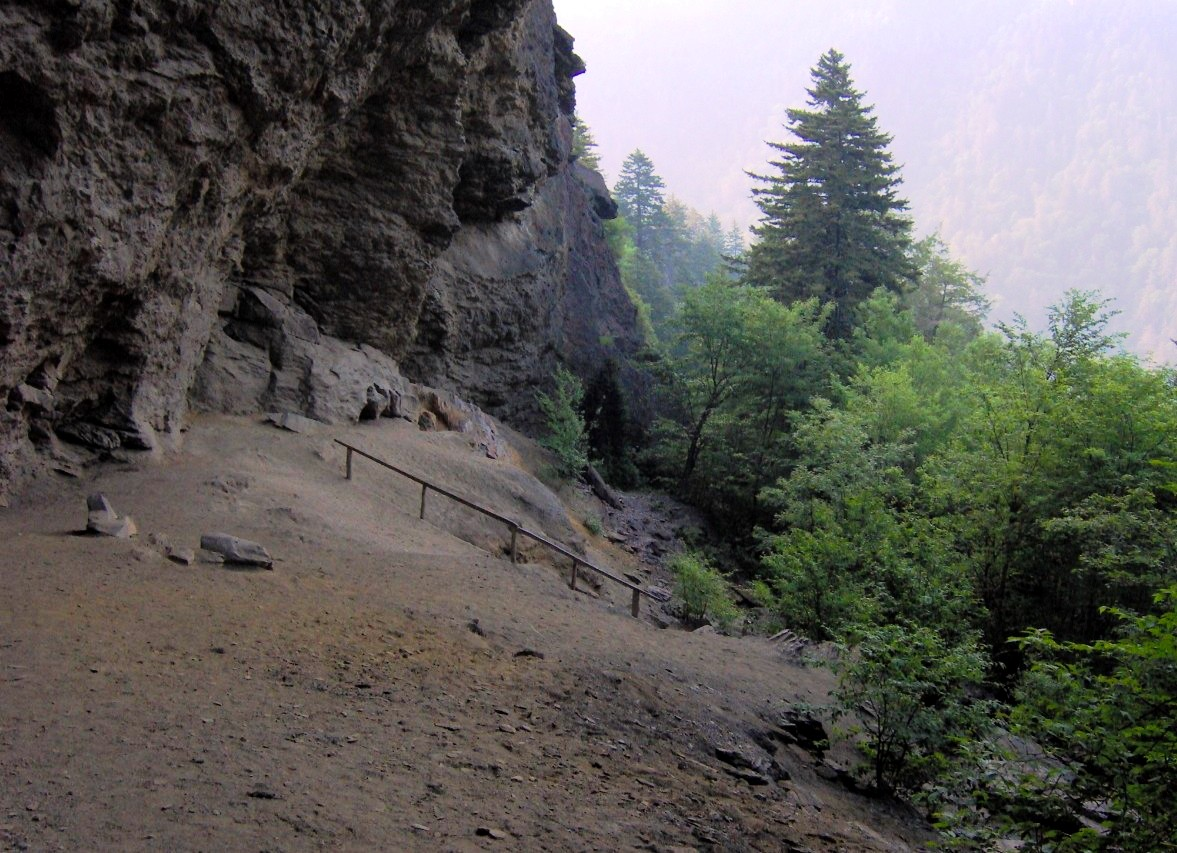
Скельний грот біля стежки «Alum Cave Trail». Формація «Anakeesta», геологічна епоха — докембрій. Гірські породи — мусковитовые кварцити, филлити, копиапит, галотрихит, гіпс та ін

У кінці докембрію в процесі тривалого зіткнення плит земля в цьому місці почала підніматися, й з часом виникло доісторичне нагір'я, що складалося зі скельних порід — граніту та гнейсу. Нині залишки цих порід можна побачити в південно-східній частині парку в районі долини річки Ревен-Форк («Raven Fork») та у верхній течії річки Тукасіджи («Tuckasegee») між містами Черокі та Брайсон-Сіті. З плином часу в результаті ерозії ця височина почала руйнуватися, й скупчення осадових порід, утворених сумішшю глини, мулистих відкладень, піску, гальки та невеликої кількості карбонату кальцію, стали вимиватися на дно прилеглих улоговин, утворивши декілька шарів загальною товщиною понад 14 км (9 миль). Вік найдавнішого шару осадових відкладень у парку датується близько 545—800 млн років, пізнішого — в епоху палеозою 450—545 млн років тому.

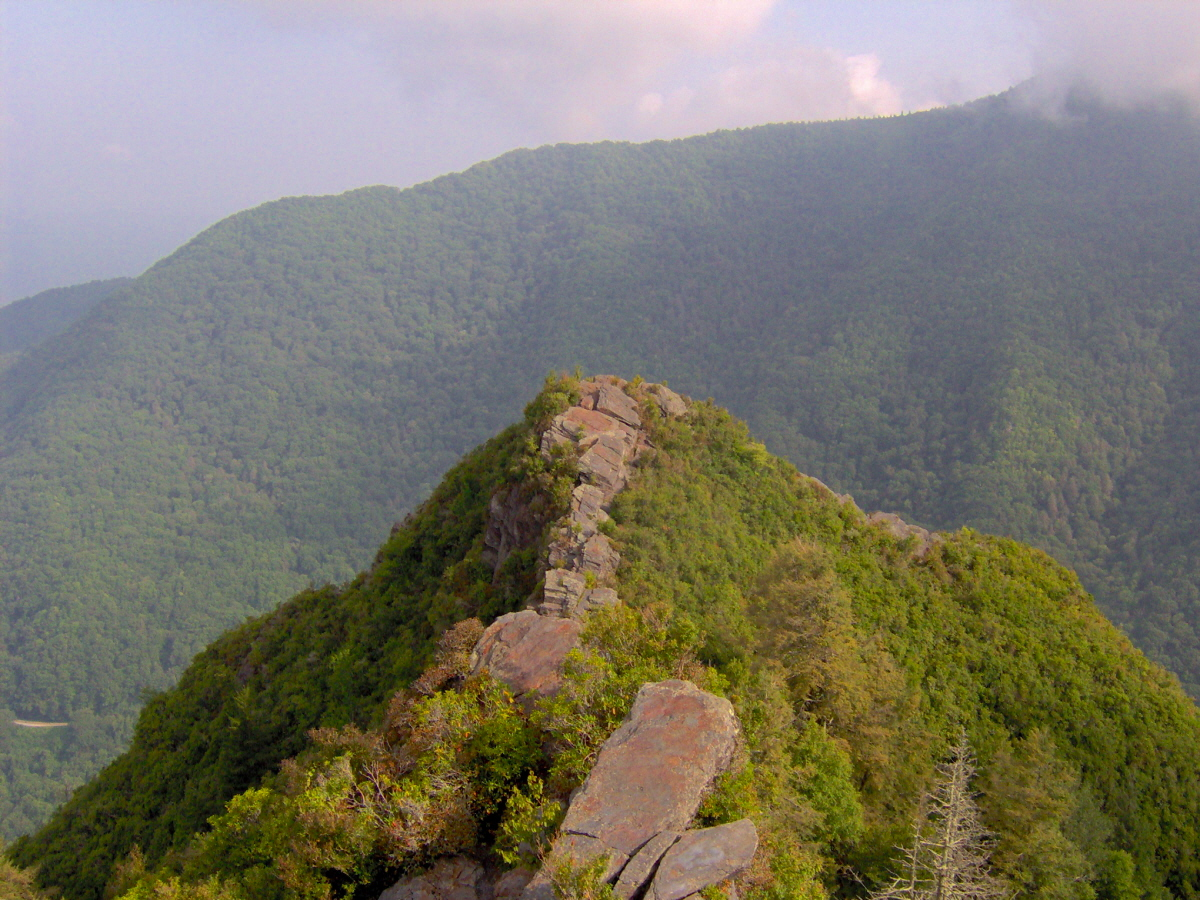
Оголені скелі на вершині гори Чімні-Топсі («Chimney Tops»)

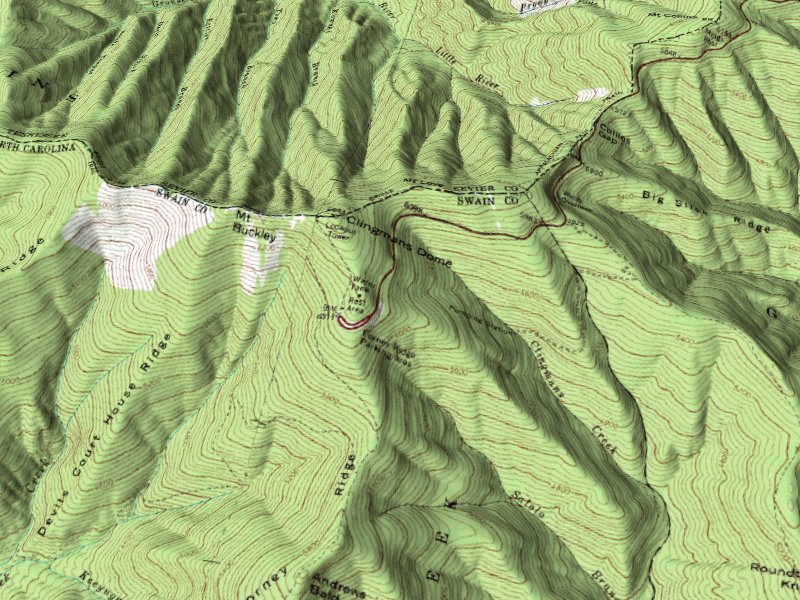
Об'ємна мапа гори Клінгменс-Дом

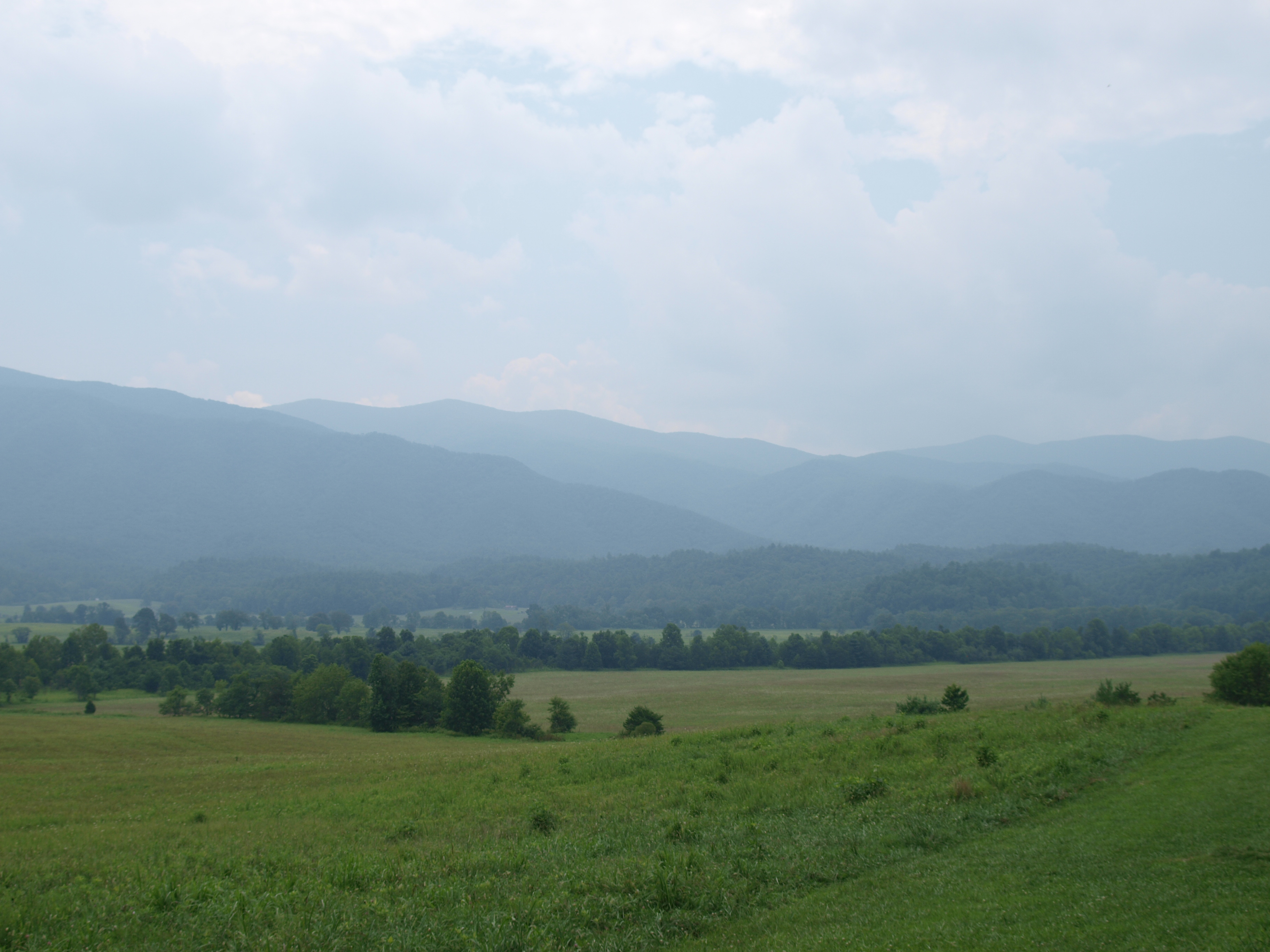
Гори отримали назву «димчасті» завдяки серпанку, який утворюється в результаті охолодження теплого вологого повітря, що приходить з боку Мексиканської затоки

Під дією тепла й тиску скупчення пухких порід зазнало метаморфозу — мінеральних та структурних змін, утворивши неоднорідну за своїм складом формацію, що отримала назву «Ocoee Supergroup». Різниця в типах порід, що характеризують цю формацію, пояснюється відмінностями кліматичних та топографічних умов, під впливом яких проходило їхнє утворення. В покладах пісковика глинистого сланцю у північно-західній частині парку можна знайти нори й сліди черв'яків, а також раковини ракоподібних, що жили колись на мілководді праморя. У відкладеннях вапняка в долині Кейдс-Коув знаходять скам'янілості, вік яких оцінюється в 450 млн років.
У періодж між 310 та 245 млн років тому східний край Північно-Американської тектонічної плити зіткнувся з Африканською плитою, в результаті чого виник новий суперконтинент, описаний під назвою Пангея. Це зіткнення, яке супроводжується землетрусами, призвело до виникнення гірської системи Аппалачі, що простяглася вздовж східного узбережжя Північної Америки від Алабами до Нової Шотландії. Початкові пласти осадових порід зазнали деформації, утворивши складки, стиснення або розриви. Величезні маси найдавніших скельних порід, похованих на великій глибині, були зрушені в північно-західному напрямку вздовж новоствореного горизонтального зсуву, що отримав назву «Great Smoky Fault», було винесено поверхпізніших осадових утворень. Згодом плити знову розійшлися, а Пангея розпалася на окремі континенти, що поступово набули сучасних обрисів.
Молоді Аппалачі були значно вищими, ніж зараз: за висотою їх можна було порівняти зі Скелястими горами на заході Америки. Як і в першому випадку, дія льоду, вітру й води призвела до поступового руйнування гір. Найстійкіші до ерозії кристалічні породи, такі як метапісковик, утворили сильно порізані вершини, а пухкіші метаморфізований алеврит і сланці вимивалися в бік Атлантичного океану й Мексиканської затоки. З часом вони стали основним компонентом нинішніх приморських пляжів.

### Клімат
Клімат в околицях національного парку помірний, загалом характеризується м'якою зимою та жарким вологим літом. У середньому, найтеплішим місяцем вважається липень, найхолоднішим — січень. За спостереженнями в районі Гетлінбурга (нижня частина парку), максимальна температура — +41,1 °C — була зареєстрована 29 червня 1936 року, мінімальна — -27,8 °C — 21 січня 1985 року.

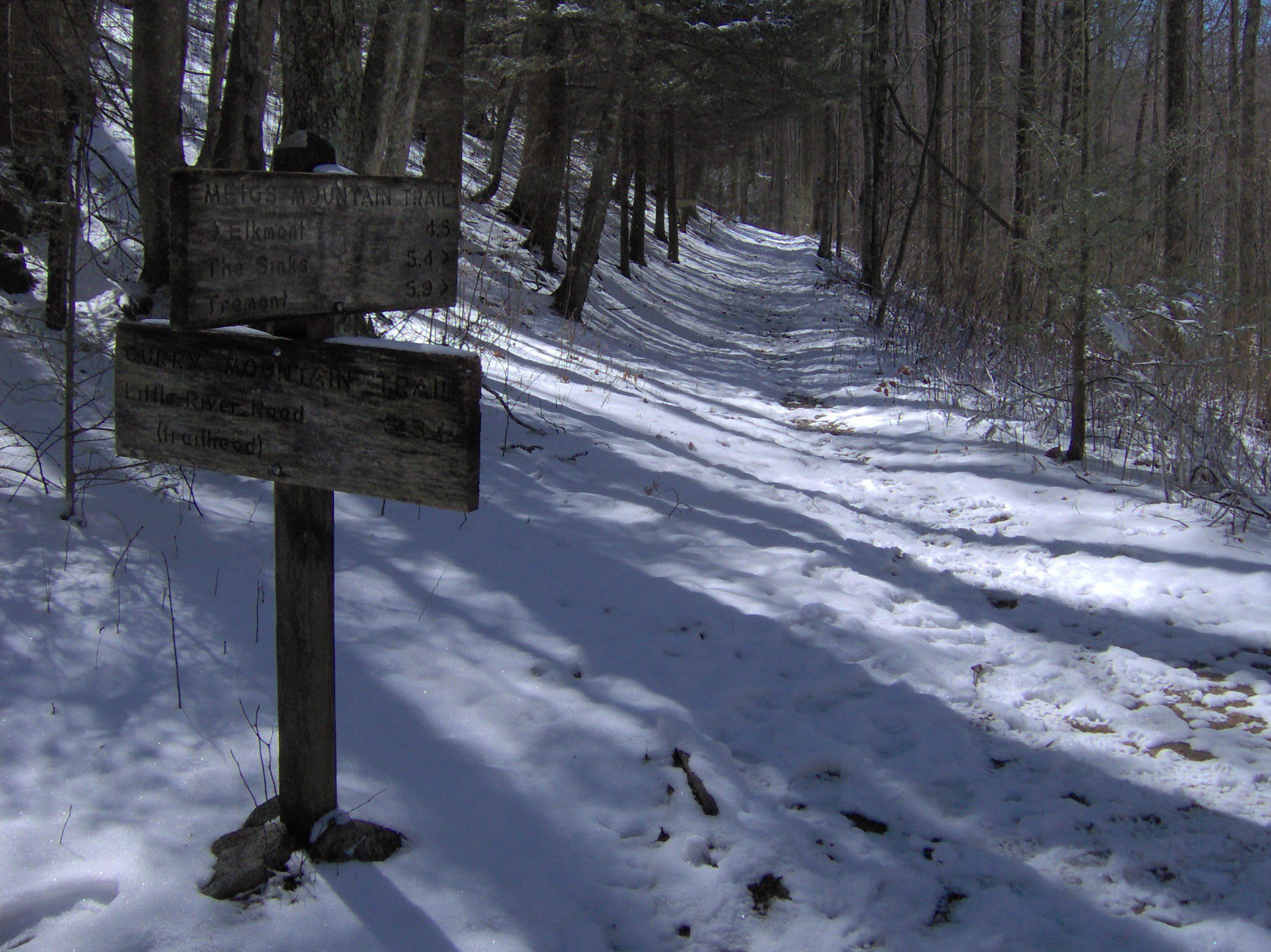
Початок березня. Дороговкази стежок

Зима триває з середини листопада до лютого, при цьому приблизно в половині днів температура сягає +10 °C і вище. У нічний час типові приморозки. В окремі періоди можливі екстремальні зниження температури аж до -29 °C, особливо у верхній частині парку, при цьому густі снігопади на верхніх схилах нерідко контрастують з теплою погодою біля підніжжя гір. Сніговий покрив у горах типовий у січні — лютому, його товщина на вершині Клінгменс-Дом може досягати 660 мм.
Весна з березня по травень, характеризується частими й різкими перепадами погоди, особливо в березні: безхмарне небо протягом декількох годин може змінитися густим снігопадом. Середній максимум у першій половині весни в долинах досягає 16 °C, середній мінімум 6 °C. При цьому вночі температура нерідко опускається нижче нуля. Починаючи з середини квітня, середні денні температури підвищуються до 20 і вище градусів, приморозки в пониззі стають нечастим явищем, хоча на вершинах трапляються частіше. У квітні стають звичайними післяполуденні дощі, норма опадів при цьому досягає 135 мм У травні температура стає ще теплішою: денні максимуми варіюють в межах 20-30 °C, мінімуми в межах 5-15 °C. Середній рівень опадів у травні порівняємо з квітневим.
Літо дуже жарке, вологе триває з червня по серпень. Влітку над горами можна часто побачити серпанкову завісу, що утворюється в результаті охолодження теплого вологого повітря, яке приходить з боку Мексиканської затоки, саме цей серпанок і дав назву горам «димчасті». У другій половині дня звичайними є зливові дощі й грози, щомісячна норма опадів у долинах досягає 145, а на вершинах 211 мм. Температура в нижній частині парку нерідко перевищує 30 °C, однак у верхній вона помітно нижче і більш сприятлива для людини. Так, на вершині гори ЛеКонт (2010 м над рівнем моря) ніколи не було зареєстровано температур вище 26 °C.
Осінь — з вересня по середину листопада, характеризується ясною погодою та пониженням температури. Теплі дні змінюються прохолодними ночами, середні максимуми варіюють від 24-28 °C у вересні до 13-18 °C в листопаді. Перші приморозки найчастіше настають в кінці вересня, а в кінці листопада середня нічна температура зазвичай опускається до нуля. Осінь — найсухіша пора року, опади випадають рідко. Постійний сніговий покрив на вершинах можливий з початку листопада.

## Історія

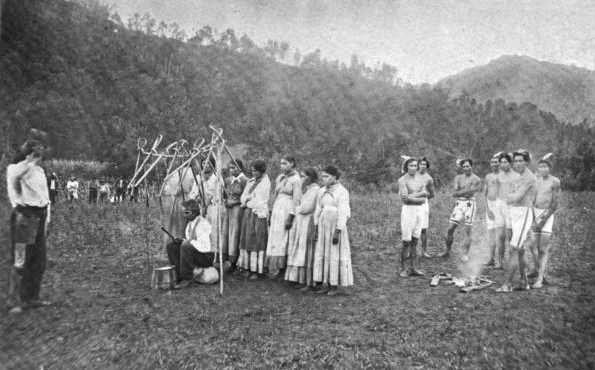
Корінні жителі Грейт-Смокі-Маунтінс — індіанці черокі

На відміну від західної частини США, де перші в історії країни (і світу) національні парки на кшталт Йеллоустона були створені на незаселених землях, що були під контролем федеральної влади, створення парку Грейт-Смокі-Маунтінс спочатку вимагало значних капіталовкладень для викупу приватизованих ділянок у численних фермерів та комерційних підприємств.
До приходу європейців землі, на яких нині розташований парк Грейт-Смокі-Маунтінс, населяли північноамериканські індіанці, що належать до народу черокі. Першими з європейців південну частину Аппалачів досліджувала експедиція іспанського мореплавця і конкістадор Ернандо де Сото, який 1540 року шукав у цих місцях золото. Хоча учасники експедиції, очевидно, не були власне на території теперішнього парку, вони, безперечно, могли бачити його найпомітніші вершини — Клінгменс-Дом, Гюйо, ЛеКонт та Каммерер. Європейці принесли з собою віспу, яка виявилася смертельною для незнайомих з нею місцевих жителів.
З 1775 року вивченням природи південних Аппалачів почав займатися відомий натураліст Вільям Бартрам, а ще через 20 років у долині річки Оконалуфти з'явилося перше фермерське господарство. Перше неіндіанське поселення було засновано приблизно в 1818—1821 роках у внутрішній долині Кейдс-Коув («Cades Cove»); окремі хати й церкви XIX — першої половини XX століть збереглися і користуються популярністю у туристів.

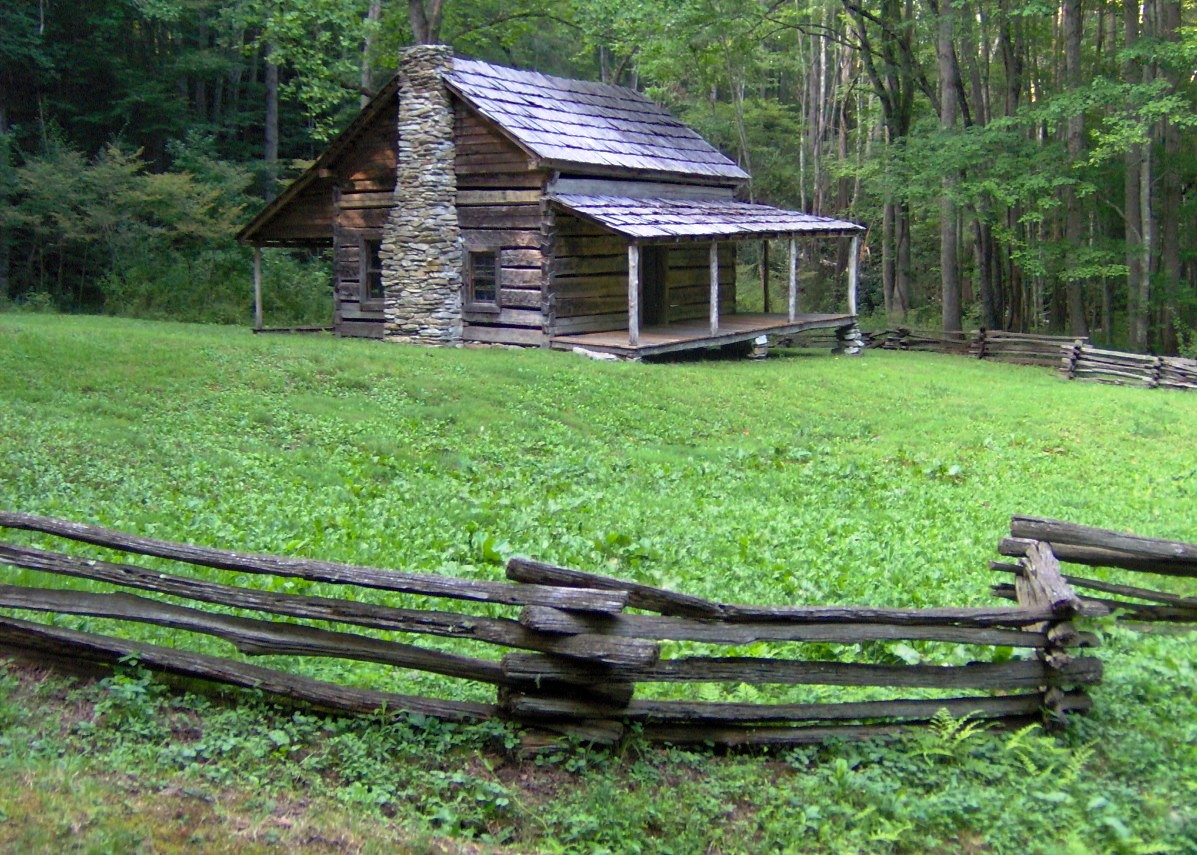
Хатина на території парку, побудована в середині XIX століття білими переселенцями

1830 року президент США Ендрю Джексон підписав закон про переселення індіанців (англ. Indian Removal Act), яким було покладено початок насильницького виселення корінних жителів у необжиті райони країни на захід від річки Міссісіпі (туди, де нині штат Оклахома). Більша частина індіанців погодилася на запропонований владою «обмін землями», проте декілька сотень людей, що відкололися від них, воліли сховатися в печерах та на важкодоступних гірських схилах, де згодом і був створений парк. Згодом цим індіанцям було дозволено залишитися в Північній Кароліні, а їхні нащадки утворили східну гілку черокі й донині живуть у індіанській резервації Квалла-Боундарі («Qualla Boundary»), створеній на південний схід від межі заповідної зони.
З появою європейського населення в гірських лісах почала швидко розвиватися індустрія заготовки деревини — спочатку її сплавляли річкою з бурхливою течією «Little River», а починаючи з 1901 року транспортували невеликою залізницею, що отримала назву «Little River Railroad». Ця гілка залізниці між містечком Елкмонт («Elkmont», в даний час тут розташовуються паркова єгерська станція і кемпінг) і розташованим біля підніжжя гір містечком Меривилл діяла аж до 1939 року.

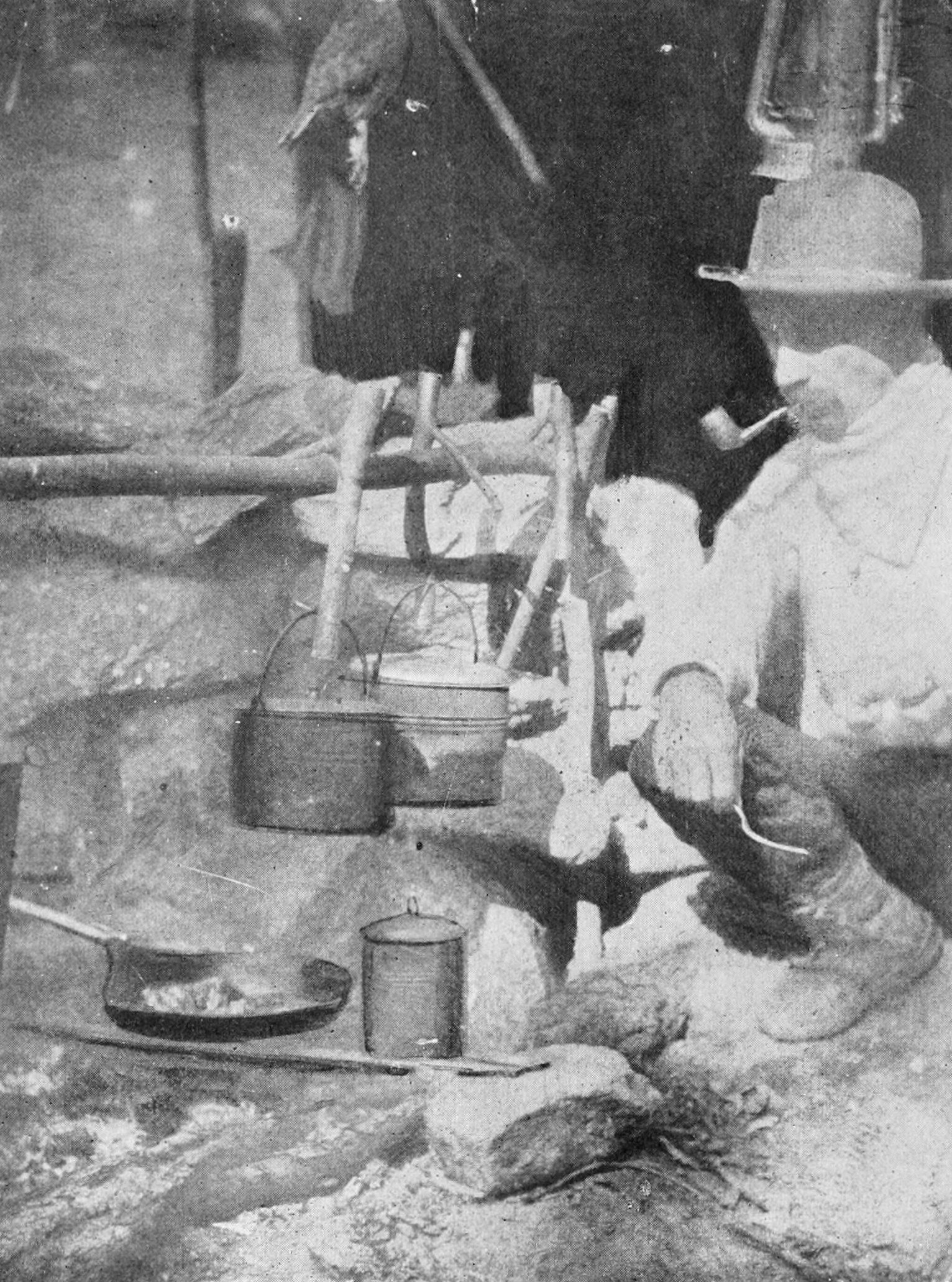
Горацій Кефарт (Horace Kephart) — письменник і громадський діяч, який зіграв ключову роль в утворенні парку. Одну з вершин в парку названо на його честь

Інтенсивна вирубка лісів порушила незайману красу краю, тож ще в 1890-ті роки з'явилися перші пропозиції про створення в цих місцях природоохоронної зони. У Легіслатуру Північної Кароліни навіть був внесений відповідний законопроєкт, який, щоправда, не пройшов голосування депутатів. Найбільші ініціативні групи громадських діячів були організовані в містах Ноксвілл (Теннессі) та Ешвілл (Північна Кароліна); кожна з цих груп виступала за створення парку в межах свого рідного штату. Запити активістів були направлені до Вашингтона, при цьому найактивнішими в реалізації всієї ідеї були зовсім не екологи або рибалки, а численні автомобільні клуби, зацікавлені в будівництві доріг вздовж мальовничих місць. Справа зрушила з мертвої точки в травні 1926 року, коли Конгрес схвалив, а президент Джон Кулідж підписав законопроєкт про викуп необхідних ділянок землі під два майбутніх парки, обидва на схилах Аппалачів — Грейт-Смокі-Маунтінс та Шенандоа. Незважаючи на це рішення, основні турботи зі збору коштів лягали на владу штатів та приватних збирачів, оскільки федеральний уряд не мав для цього достатніх повноважень.
Кршти йшли з різноманітних джерел: по 2 мільйони доларів виділила влада штатів Північна Кароліна та Теннессі, мільйон зібрали приватні особи (включаючи школярів, які влаштували на базі навчальних закладів збір одноцентових монет) та громадські організації. Ще 5 мільйонів, які були необхідні, пожертвував Фонд пам'яті Лаури Спелман Рокфеллер (Laura Spellman Rockefeller Memorial Fund), підпорядкований нафтовому магнату та філантропу Джоном Д. Рокфеллером-молодшим. Значний внесок у створення заповідника внесли автор книг про життя в умовах дикої природи Горацій Кефарт («Horace Kephart», 1862—1931) та відомий фотограф Джордж Маса («George Masa», 1881—1933). На честь них названо вершини «Mount Kephart» та «Masa Knob». Поступово гірські поселенці, власники ферм, паперових фабрик, рудників та лісозаготівники були витіснені за межі парку, при цьому в багатьох випадках господарі завищували ціну землі або зверталися до суду.

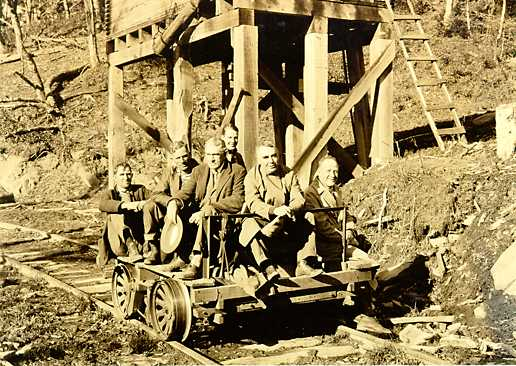
Попередній огляд майбутньої території парку комісією Служби національних парків США. 20 листопада 1931 року

Наступним кроком стала юридична заборона на обробіток землі та заготівлю деревини, а 1931 року було призначено першого управителя. Днем народження парку вважається 15 червня 1934 року, коли штати передали 300 тис. акрів викупленої землі федеральному уряду, а Конгрес виніс законодавчий акт, за яким було розпочато облаштування парку. У роки Великої депресії робітники, найняті Громадянським корпусом охорони навколишнього середовища, Управлінням громадських робіт, «WPA» та іншими федеральними агентствами в рамках проголошеного президентом Нового курсу, працювали на прокладці туристичних маршрутів та будівництві об'єктів інфраструктури парку. 2 вересня 1940 року президент Франклін Делано Рузвельт, виступаючи біля нового пам'ятника Рокфеллерові, спорудженого якраз на кордоні штатів, урочисто оголосив про офіційне відкриття парку «на вічну радість людям» (англ. for the permanent enjoyment of the people).
Чималу роль в популяризації парку зіграла ЮНЕСКО. У червні 1976 року в рамках програми ЮНЕСКО «Людина і біосфера» цій природній зоні було надано статус міжнародного біосферного резервату 1983 року парк було занесено до списку Світової спадщини. 1988 року Грейт-Смокі-Маунтінс став частиною більшого Південно-Аппалачського біосферного резервату (англ. The Southern Appalachian Man and the Biosphere Reserve), до якого, крім власне парку, були включені Гідрологічна лабораторія Ковіта (англ. Coweeta Hydrologic Laboratory), гора Грандфазер-Маунтін, парк штату Маунт-Мітчелл, Національний дослідницький парк Оук-Ридж (англ. Oak Ridge National Environmental Research Park) та долина річки Теннессі (англ. Tennessee River Gorge).

## Рослинний покрив
Майже 95 % парку покрито лісами, при цьому близько 80 % території охоплюють різні варіації широколистяного лісу. За різними оцінками, від 20 до 36 % території займають реліктові лиси, майже не заторкнуті господарською діяльністю людини. За видовою різноманітністю екологи вирізняють 5 основних лісових екосистем: аппалачський ліс, північний змішаний ліс, ялиново-ялицевий ліс, тсуговий ліс та дубово-сосновий ліс. Кожна з цих екосистем характерна для певного типу ландшафту й висотності. На території парку зустрічається майже 1600 видів квіткових рослин, 2250 видів грибів, 284 виду мохів, 305 видів лишайників та 150 видів печінкових мохів. Тут росте 142 види дерев — більше, ніж в будь-якому іншому парку Північної Америки. Безлісі ділянки парку вкриті луговою трав'янистою рослинністю, виноградником та вересом. Лише невелика частина хребта між перевалом Ньюфаунд-Геп («Newfound Gap») і Гатлінбургом являє собою оголену скелясту поверхню.

### Аппалачський ліс
Цей різновид широколистяного лісу, також відомий як змішаний мезофітний ліс, зустрічається виключно в Південних Аппалачах і серед інших твердолистяних типів лісу видрізняється надзвичайно великою різноманітністю лісотвірних порід.

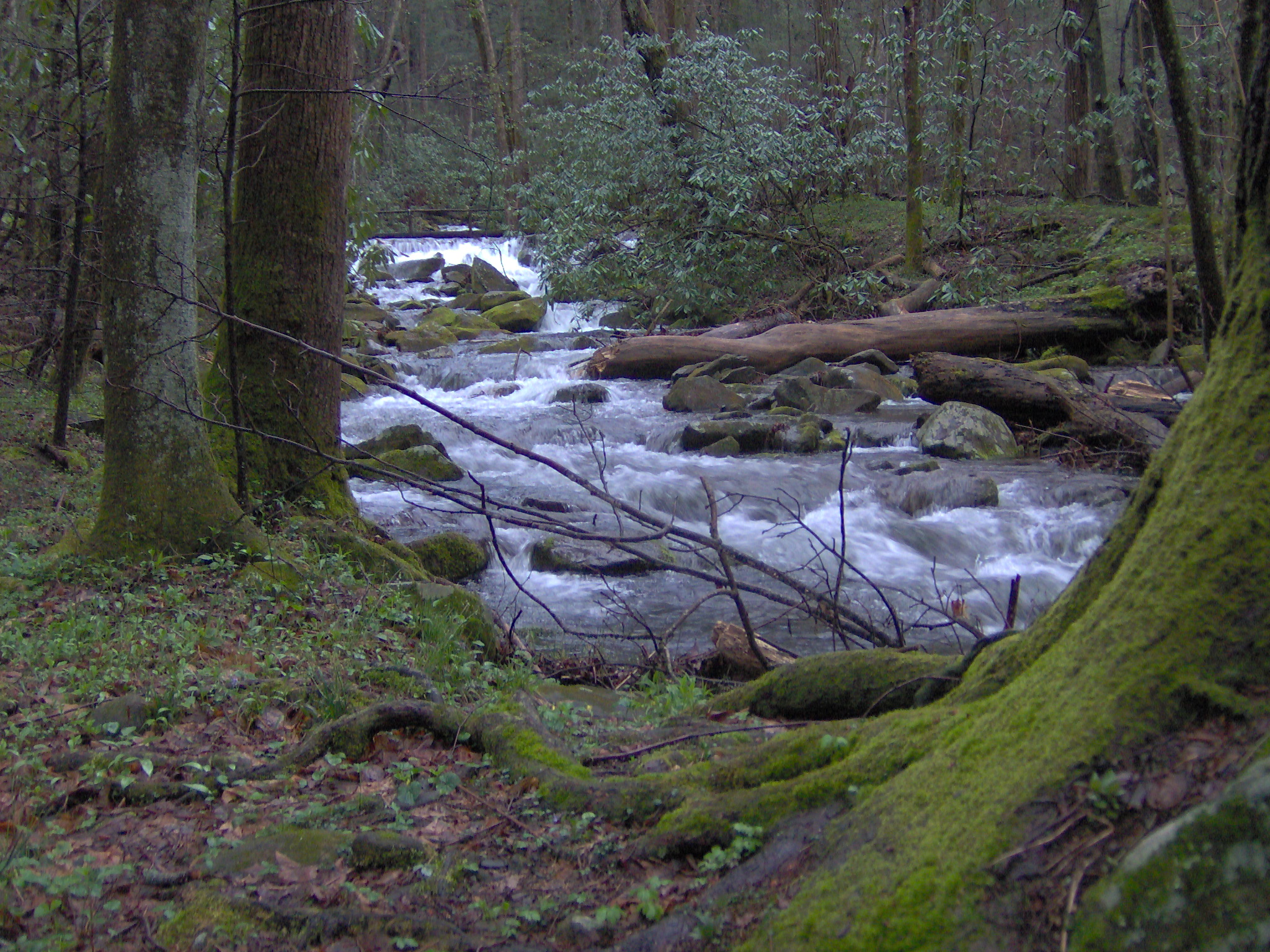
Незайманий аппалачський ліс на березі струмка «Cosby Creek»

Таке різноманіття пояснюється насамперед тим, що за часів останнього льодовикового періоду, який не зачепив цю частину гір, тут відбулося змішання місцевої флори з більш північною, що відступала на південь слідом за похолоданням. Біорізноманість завдячує також сприятливим умовам: поєднання більш прохолодного у порівнянні з рівнинними ділянками клімату, висока вологість, наявність багатих родючих ґрунтів та відгородженість від зовнішніх ландшафтів, беззахисних перед впливом екстремально високих або низьких температур. Також зіграв роль слабкий розвиток сільського господарства та відсутність пасовищних тварин. Типові місця зростання класичного аппалачського лісу — річкові долини, закриті улоговини та пологі схили в нижній частині гір, найчастіше в північній частині хребта, на висоті до 760—1220 м (2500-4000 футів) над рівнем моря. На висоті 1220—1370 м над рівнем моря для аппалачського лісу характерні окремі елементи північного змішаного лісу.

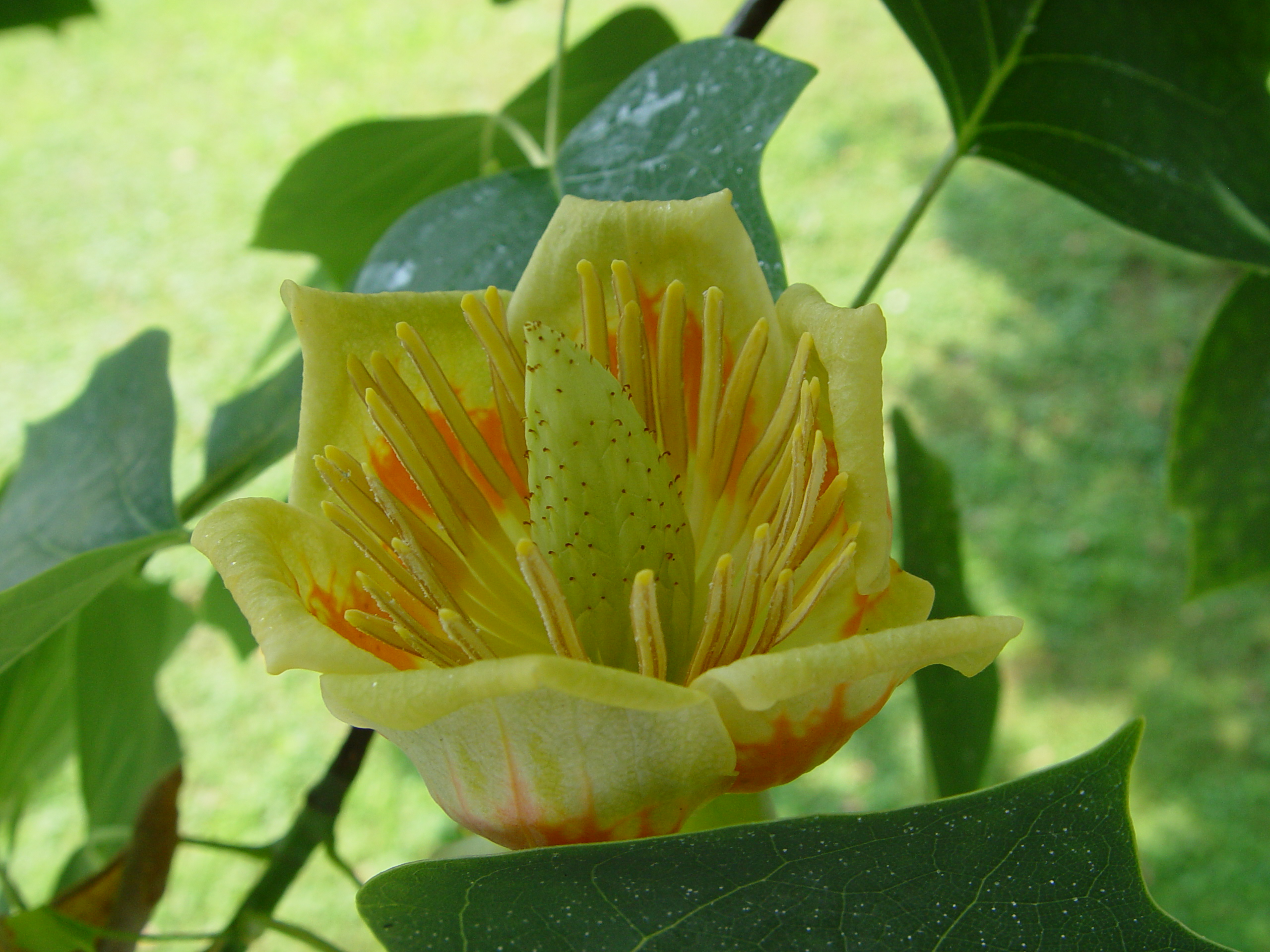
Квітка тюльпанового дерева

Рослинність верхнього ярусу представлена численними мезофітами — липою американською, кленом цукровим, кленом червоним, кінським каштаном жовтим, буком великолистковим, тюльпановим деревом, халезією каролінською («Halesia carolina»), березою вишневою, магнолією довгозагостренною, ясеном американським, черемхою пізньою. Нижній деревний ярус розріджений, тут, зокрема, можна зустріти кизил квітучий («Cornus florida»), граб каролінський, магнолію трипелюсткову, магнолію Фразера («Magnolia fraseri»), хмелеграб віргінський, клен колосистий, клен пенсильванський, азиміну трилопатеву.
Чагарниковий ярус представлений нерівномірно, окремими «плямами». Найхарактерніші види цього поясу — гортензія деревоподібна («Hydrangea arborescens»), калікант квітучий, кизил супротивнолистий, «Lindera benzoin». Однією з особливостей аппалачського лісу є пишний та багатий за видовим складом трав'яний покрив, що включає різноманітні папороті. Серед великої кількості видів найчастіше зустрічаються воронець кистевидний («Actaea racemosa»), трав'янисті рослини «Trillium erectum», «Caulophyllum thalictroides», «Impatiens pallida», «Impatiens capensis», «Laportea canadensis», «Adiantum pedatum», «Polystichum acrostichoides», «Ageratina altissima», «Asarum canadense» і багато інших.

### Північний змішаний ліс

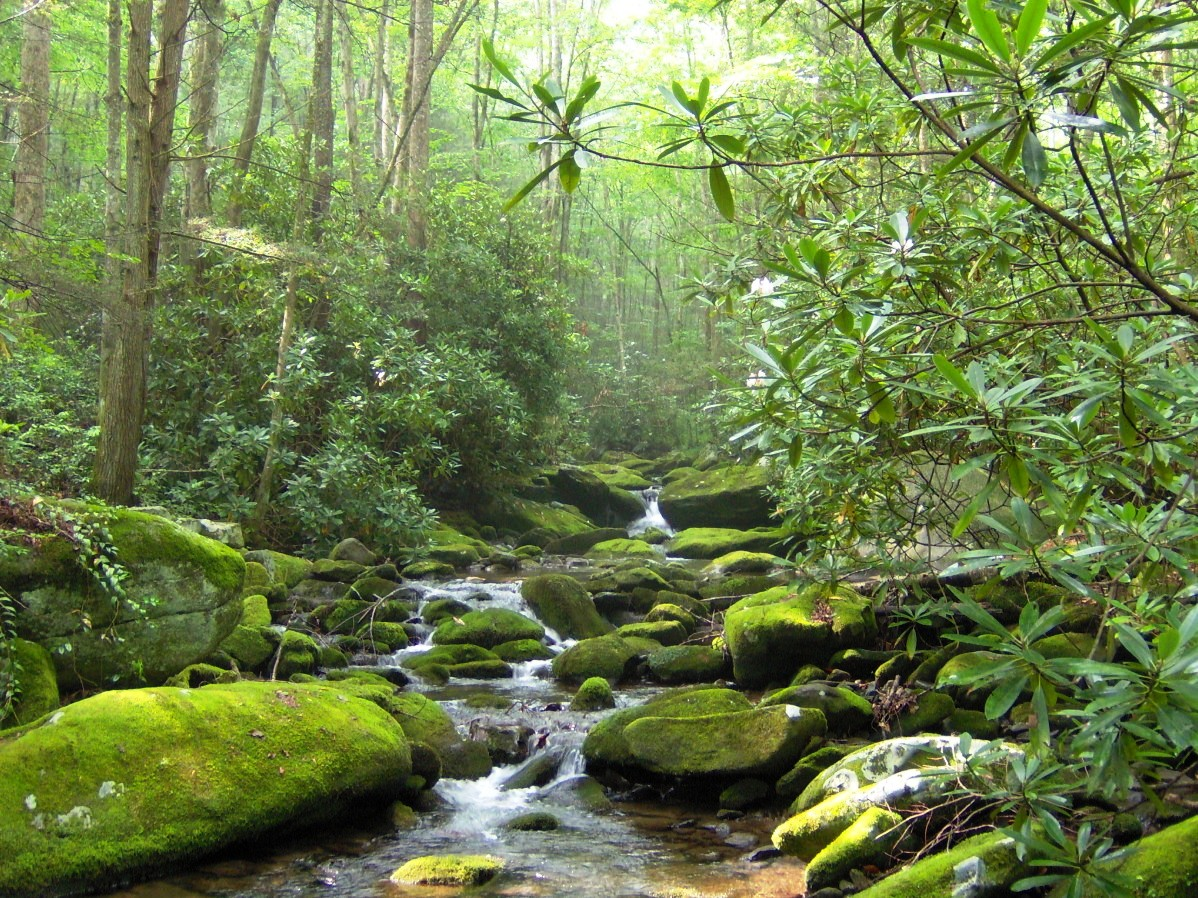
Північний змішаний ліс вздовж струмка Джейкс-Крик («Jakes Creek»)

Північний змішаний, або північний твердолистяний ліс (англ. northern hardwood forest) характерний для більшої частини північного сходу США та південної Канади, включаючи Нову Англію, штат Нью-Йорк, область Великих озер та Міннесоту. В межах парку він росте в улоговинах водотоків, на вершинах і схилах гір між 1220 та 1520 м (4000 і 5000 футів) над рівнем моря, здебільшого в Північній Кароліні. Як і у випадку аппалачського, у цьому різновиді лісу домінують мезофіти, насамперед бук крупнолистий, різновид берези «Betula alleghaniensis» та кінський каштан жовтий. Останній відсутній у класичних змішаних лісах півночі, проте там домінує сосна веймутова, не характерна для цього типу лісу в Грейт-Смокі-Маунтінс. На прохолодніших північних схилах Теннессі до типових порід додається ялина червона.
Інші широколистяні породи цього лісу — липа американська, цукровий клен, ясен американський, черемха пізня, невелике дерево «Halesia tetraptera». Часто зустрічається чагарниковий різновид калини «Viburnum lantanoides», проте повністю відсутні або зустрічаються дуже рідко вид горобини «Sorbus americana» та липа американська. Підлісок представлений кленом американським, магнолією довгозагостреною, хмелеграбом звичайним, кленом колосистым, горобиною «Pyrus americana» іргою гладкою («Amelanchier laevis»). Трав'яний покрив, переважно густий і різноманітний.

### Ялиново-ялицевий ліс

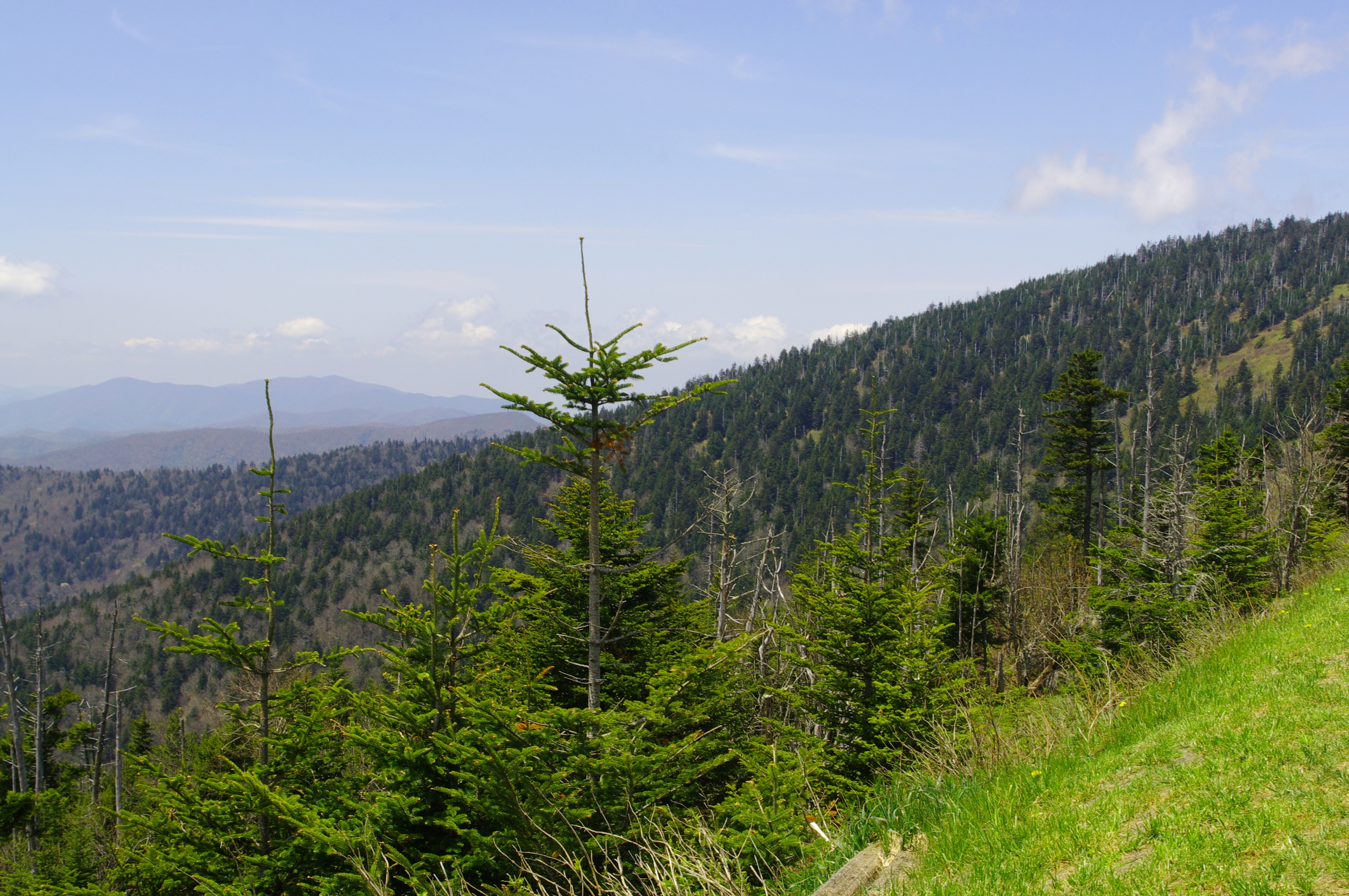
Ялиновий ліс на схилах гори Клінгменс-Дом. Частина ялиць Фразера загинула внаслідок нашестя рослинної попелиці «Adelges piceae», завезеної зі Старого Світу

Цей тип хвойного лісу (англ. spruce-fir forest) зустрічається лише у верхній частині гір на висоті 1520—1830 м (5000-6000 футів) над рівнем моря. Місцевий відносно прохолодний клімат порівнянний з кліматом в американському штаті Мен і канадській провінції Квебек — тож з цієї причини рослинність має північний, бореальний характер. Інші особливості цього лісу — часто тонкий, але багатий гумусом шар ґрунту і ще більша, у порівнянні з іншими екосистемами, кількість опадів. Головні деревні породи — ялина червона та ялиця Фразера («Abies fraseri»), проте співвідношення між ними неоднорідне: якщо на нижній межі лісу ялиця Фразера зустрічається лише епізодично, то на верхній займає близько 75 % всього верхнього ярусу. З цієї причини деякі автори виділяють особливий підтип лісу, що росте на найвищих вершинах понад 1800 м, — ялицевий ліс (англ. fraser fir forest). У верхньому ярусі лісу можна зустріти також березу паперову та «Betula alleghaniensis», клен колосистий, черемховник пенсильванський («Prunus pensylvanica») і горобину «Sorbus americana».
Чагарникова рослинність рідкісна, але подеколи утворює густі зарості. Найтиповіші представники цього ярусу: калина «Viburnum lantanoides», чагарниковий різновид журавлини вакциниум красноплодной, бузина червона, гостролист «Ilex montana», рододендрон кетевбинський («Rhododendron catawbiense»). Трав'яний шар, переважно пишний; серед численних видів переважають «Oxalis montana», безщитник жіночий, «Dryopteris campyloptera», «Cacalia (Senecio) rugelia». Фахівці відзначають, що ялиново-ялицевий ліс не завжди відновлюється після вирубки: на обернених на південь схилах заготівля деревини призвела до значного вимивання ґрунту, необхідного для його відтворення.

### Тсуговий ліс

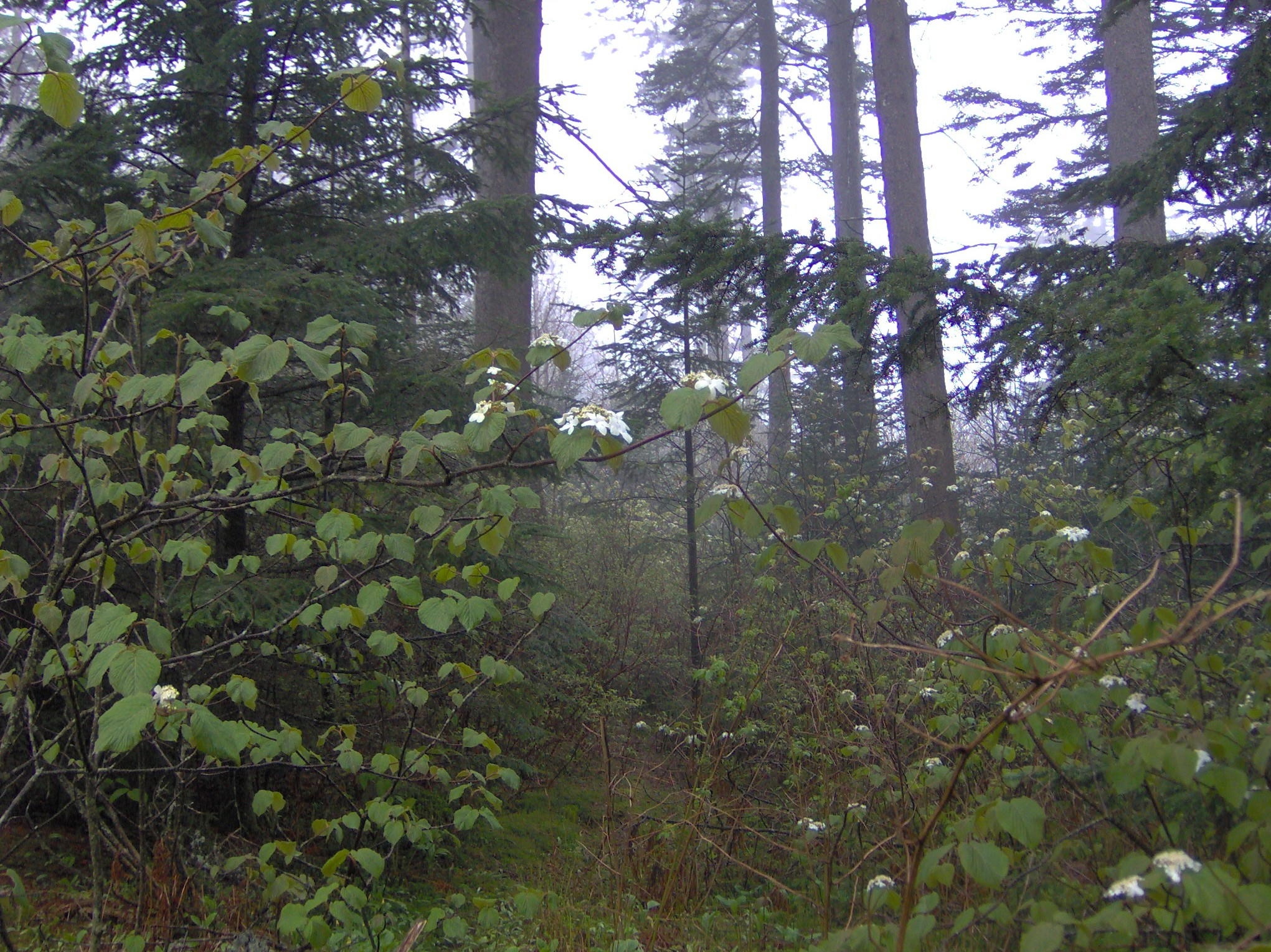
Тсуговая гай. На передньому плані — квітучий чагарник, різновид калини «Viburnum lantanoides»

Тсуговий ліс (англ. hemlock forest) росте на кислих ґрунтах на берегах струмків, на вологих, тінистих і часто крутих схилах в нижньому та середньому поясі гір на висоті до 460—1370 м (1500-4500 футів) над рівнем моря. За оцінками фахівців, на території парку до теперішнього часу збереглося близько 3000 акрів (~1200 гаів) реліктового тсугового лісу. Його основну утворює порода — тсуга канадська з гігантськими, до 45 м заввишки, стовбурами. У нижній частині парку деревна рослинність лісу більш різноманітна, поряд з тсугою тут можна зустріти платан західний та деякі інші види. В лісі середнього віку в його кроні можуть домінувати також тюльпанове дерево, клен червоний та береза вишнева, проте з віком тсуга у зв'язку з вищою тіньовитривалістю і довговічністю поступово витісняє інші види верхнього ярусу. Окремі дерева тсуги канадської зустрічаються також у більш різноманітному аппалачському лісі.
Підлісок представлений густими заростями рододендрона найбільшого («Rhododendron maximum»), іноді в поєднанні з кальмією широколистою («Kalmia latifolia») або леукотое Дефонтена («Leucothoë fontanesiana»). Флора нижнього ярусу небагата; у місцях, де вищезазначені рослини відступають, ґрунт вкривають чагарники: гамамеліс вірджинський, «Euonymus americana», чорниця тичинкова («Vaccinium stamineum»), «Viburnum lantanoides», «Stewartia ovata». Типовими для лісу травами є такі види, як «Mitchella repens», «Viola rotundifolia», Tiarella cordifolia, «Aster cordifolius», «Medeola virginica» та інші.

### Дубово-сосновий ліс

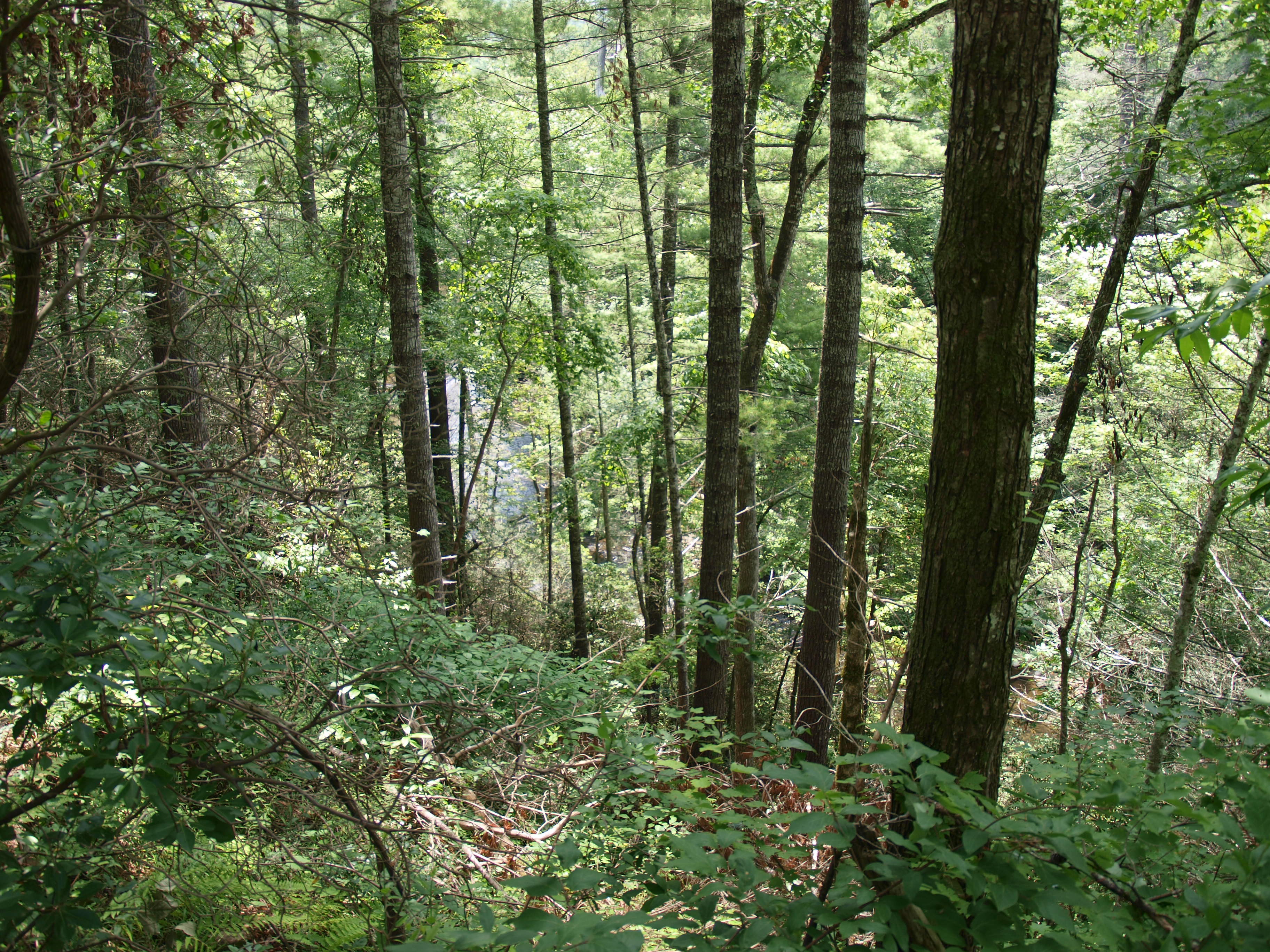
Дубово-сосновий ліс на стежці «Abrams Creek Trail»

Дубово-сосновий ліс (англ. oak-pine forest) переважає на відносно сухих відкритих схилах і хребтах, найчастіше в західній частині парку. Незважаючи на велику кількість опадів, внаслідок невеликої глибини ґрунтів волога швидко зникає, що призводить до періодичних пожеж, необхідних для відтворення цього лісу. Рослинність ксерична (посухостійка); типові лісотвірні породи — дуби червоний, шарлаховий («Quercus coccinea»), оксамитовий («Quercus velutina») і гірський («Quercus montana»), а також сосни — колюча («Pinus pungens»), жорстка («Pinus rigida») і веймутова. Місцями до перерахованих порід додаються гікорі: гіркий («Carya cordiformis»), повстяний («Carya tomentosa») і голий («Carya glabra»). Інші супутні види деревної рослинності верхнього і другого ярусів — каштан низькорослий, каштан американський, сассафрас білуватий («Sassafras albidum»), нісса лісова («Nyssa sylvatica»), клен червоний, тсуга каролінська («Tsuga caroliniana») і оксидендрум деревовидний («Oxydendrum arboreum»).

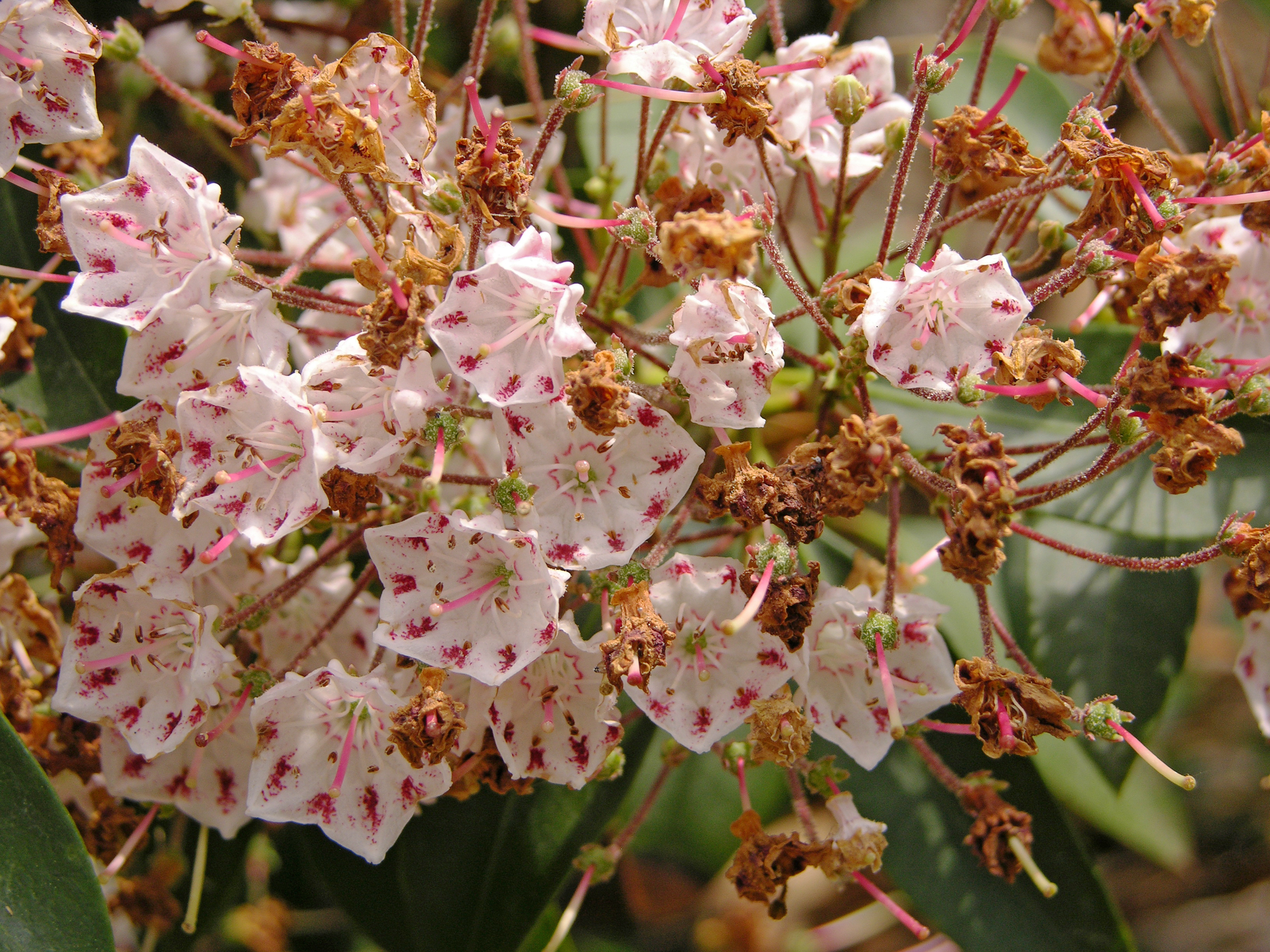
Квітуча кальмія широколиста

Чагарниковий ярус, як правило, добре розвинений; в ньому переважає вересова флора: кальмія широколиста, гейлюссакії ягідна («Gaylussacia baccata») і ведмежа («Gaylussacia ursina»), чорниця бліда («Vaccinium pallidum»). Інші поширені чагарники: чорниця тичинкова («Vaccinium stamineum»), рододендрони катевбинський і найбільший, симплокос фарбувальний («Symplocos tinctoria»), комптонія («Comptonia peregrina») і вид «Leucothoë recurva». Місцями рясні сассапаріль сиза («Smilax glauca») і сассапаріль круглолиста («Smilax rotundifolia»). Найпоширеніші трав'янисті рослини: «Epigaea repens», Зимолюбка волотиста («Chimaphila maculata»), «Galax urceolata», схизахіріум волотистий («Schizachyrium scoparium»), «Melampyrum lineare», «Coreopsis major», орляк звичайний, «Tephrosia virginiana» і деякі інші види.
Крім власне дубово-соснового лісу, деякі автори описують ще низку категорій змішаних лісів з участю різних видів дуба. Так, американський лісівник і викладач Ден Вільямс виділяє змішаний дубово-гікорево-червоно-кленовий (англ. mixed oak-hickory-marple red forest), гірничо-дубовий-гікорево-червоно-кленовий (mixed англ. chestnut oak-hickory-marple red forest), червоно-дубовий-гікорево-червоно-кленовий (mixed англ. northern red oak-hickory-marple red forest), висотний червоно-дубовий (англ. high elevation northern red oak) і висотний біло-дубовий (англ. high elevation white oak) ліси.
| |  |  |  |  |
| Весняні квіти — "Penstemon canescens", "Cypripedium pubescens", "Lilium superbum", "Eupatorium fistulosum", "Dicentra eximia" |  |  |  |  |

## Фауна

### Ссавці

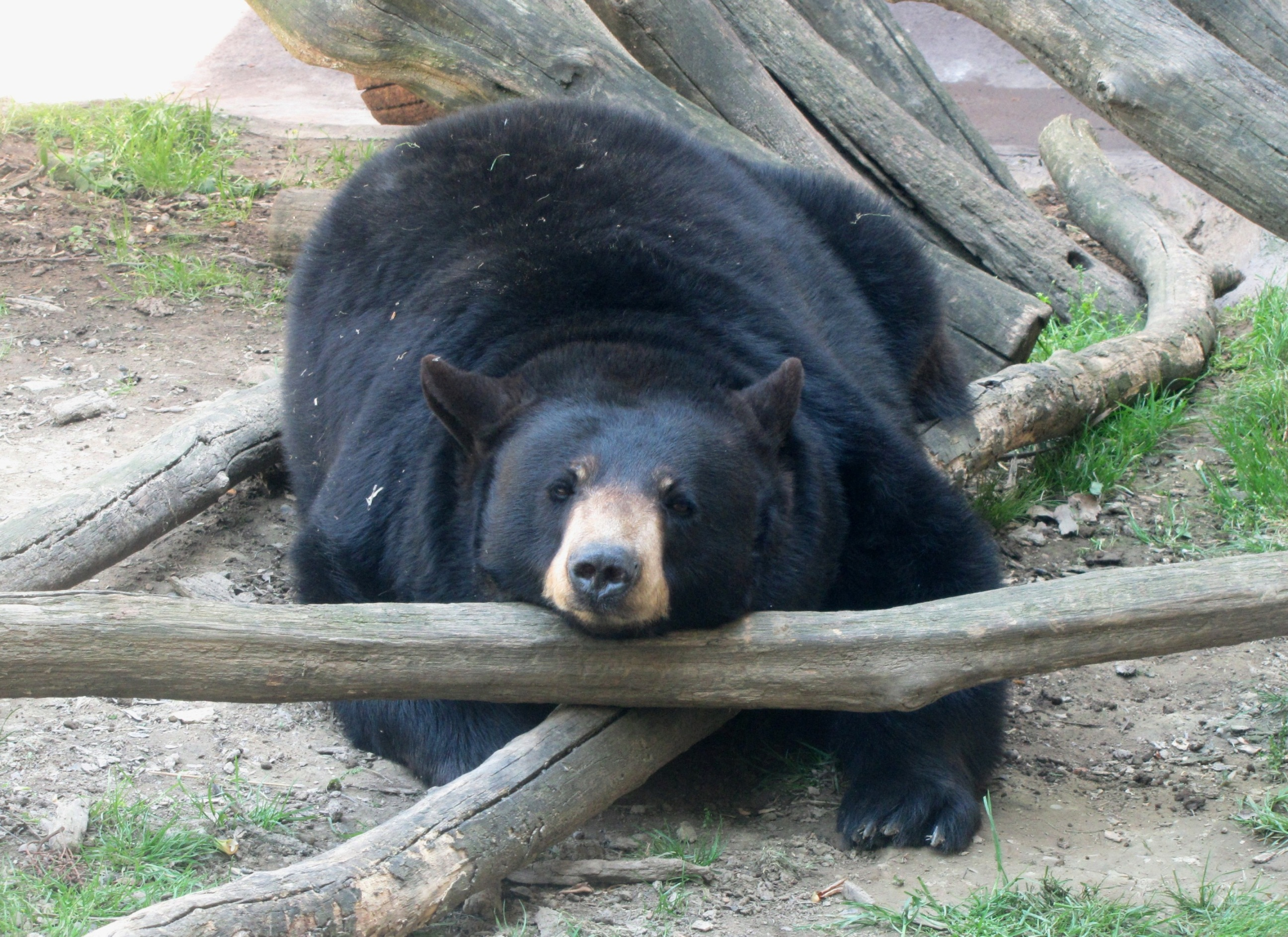
Барибал або чорний ведмідь — один із символів Грейт-Смокі-Маунтінс

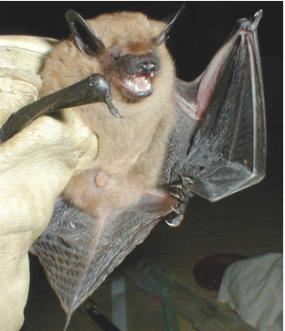
Пергач бурий (Eptesicus fuscus)

Нині в національному парку Грейт-Смокі-Маунтінс зустрічаються 66 видів ссавців, найбільшим з яких вважається олень вапіті (залежно від класифікації, самостійний вид або підвид благородного оленя). Маса самців сягає до 315 кг. Це тварина була повністю винищена в східній частині США ще в XIX столітті (останнім повідомлення про вбитого в Південних Аппалачах оленя датується 1865 роком). Проте в 2000—2008 роках в вигляді експерименту близько 200 особин були завезені й випущені на волю в різних частинах штату Теннессі, зокрема понад 50 — на території власне національного парку. Найменшим ссавцем є рідкісний вид мідиць — мідиця американська карликова («Sorex hoyi») — вага цього крихітного створення близька до ваги американської десятицентовой монети.
Найбільший хижак — чорний ведмідь, що зустрічається у всіх висотних поясах та в будь-якому куточку парку, включно з населеними людьми кемпінгами. Загальна чисельність цих звірів у межах парку оцінюється в 1500 особин, тобто приблизно одна пара на квадратну милю. Тварини не впадають в типову зимову сплячку (процес, відомий під назвою гібернації), однак у холодну пору року вони малорухливі й довго сплять. Нерідко як «барліг» вибирається місце високо над землею, наприклад, дупла в стовбурах дерев. Інші поширені й численні представники ссавців — білохвостий олень, звичайна та сіра лисиці, ракун звичайний, опосум віргінський, скунс смугастий, бурундук східний, вивірки сіра та червона. Потайний спосіб життя ведуть койот та руда рись. Колись в навколишніх лісах мешкали пуми, однак починаючи з середини 1970-х років сліди цього хижака виявити не вдається, незважаючи на часті повідомлення від відвідувачів.

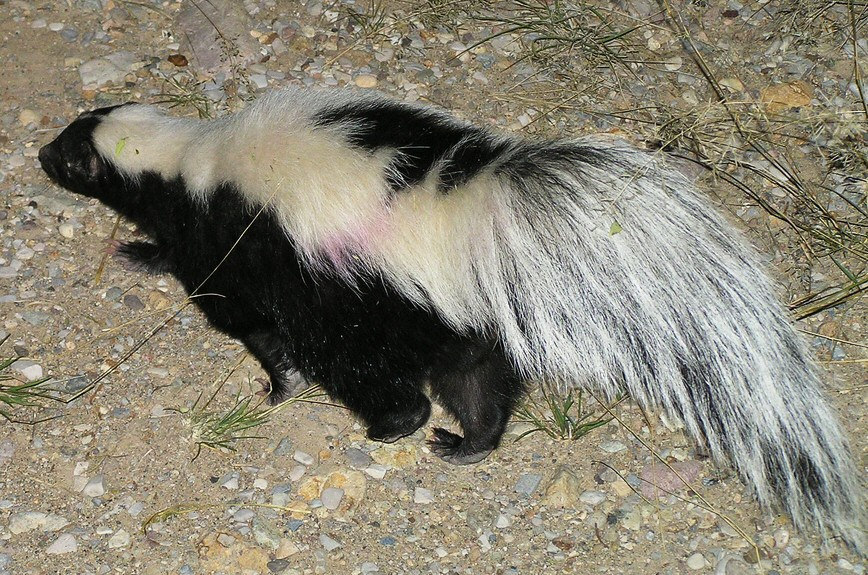
Скунс смугастий

Фауна парку представлена 11 видами кажанів, чотири з яких є перелітними, а інші впадають у зимову сплячку. Найчисленніші з них великий бурий кажан («Eptesicus fuscus»), червоний волохатохвіст («Lasiurus borealis») та «Pipistrellus subflavus». У парку мешкає найбільша колонія індіанської нічниці («Myotis sodalis») — виду Міжнародної Червоної книги, що отримав статус таксона і перебуває під загрозою зникнення (категорія «EN»). Численні печери парку — основні місця проживання деяких видів кажанів — закриті для відвідування. Найчисленніший загін ссавців, представлений 27 видами, — гризуни. З них частіше інших зустрічаються оленячий («Peromyscus maniculatus») та білоногий («Peromyscus leucopus») хом'яки, проте зазвичай на них можна натрапити лише вночі, у час їхньої найбільшої активності. У лісах звичними є білки й бурундуки, на лугах та вздовж доріг нерідко можна зустріти лісового бабака. У хвойних лісах у верхній частині гір проживає відносно рідкісна «крилата» білка — літяга північна («Glaucomys sabrinus»), на річках будують загати канадські бобри.

### Птахи

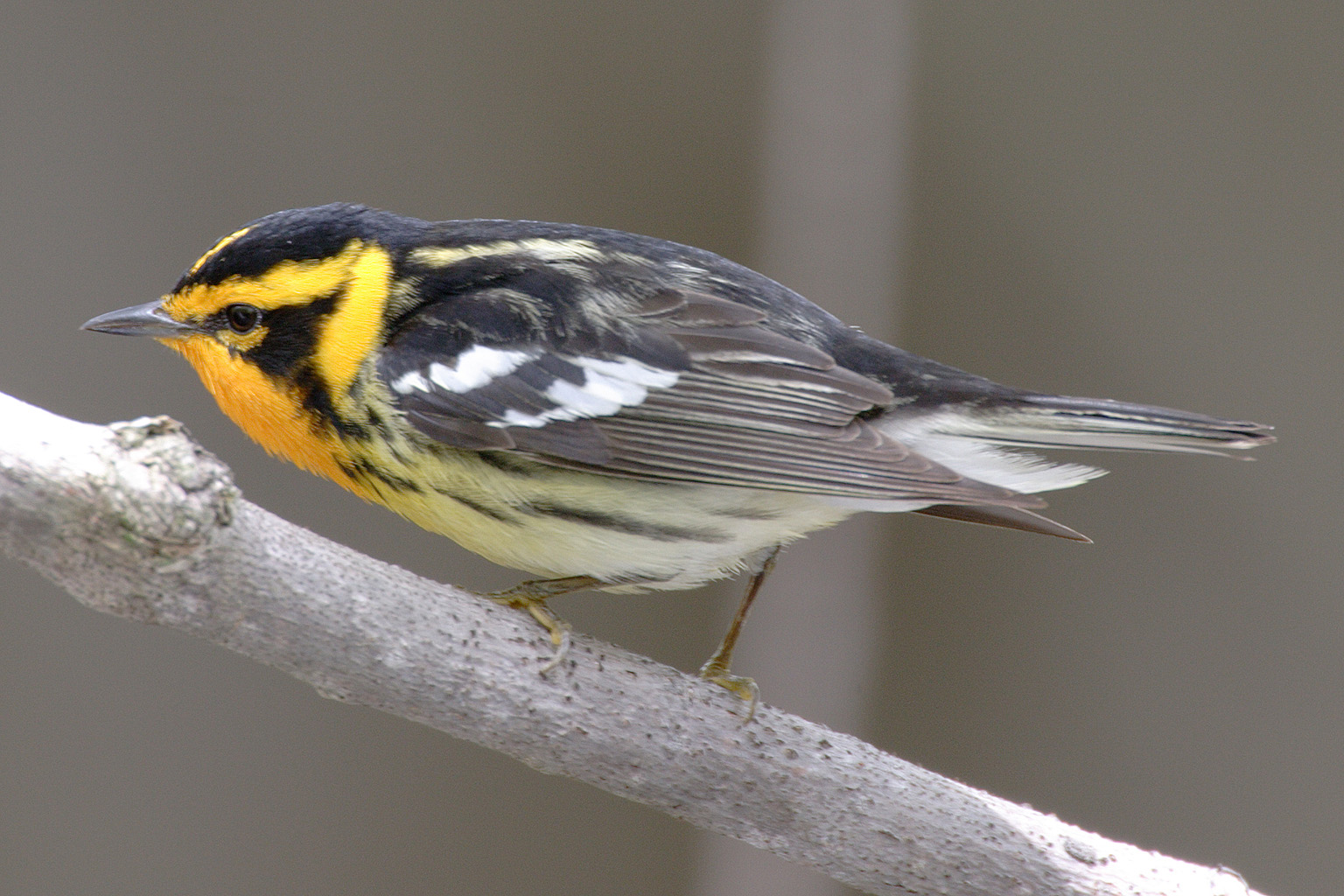
Ялиновий лісовий співун гніздиться в ялинових та тсугових лісах

Значний перепад висот, різноманітність ландшафтів та біотопів у Грейт-Смокі-Маунтінс (як загалом в регіоні Південних Аппалачів) сприяють в цьому регіоні великому орнітологічному різноманіттю. Загалом в різні періоди року на території парку зафіксовано понад 240 видів птахів, з яких майже 120 (зокрема 52 переважно неотропічних) гніздиться. Шістдесят видів зустрічаються у парку цілий рік. Парк також є важливою точкою під час міграції багатьох перелітних видів.

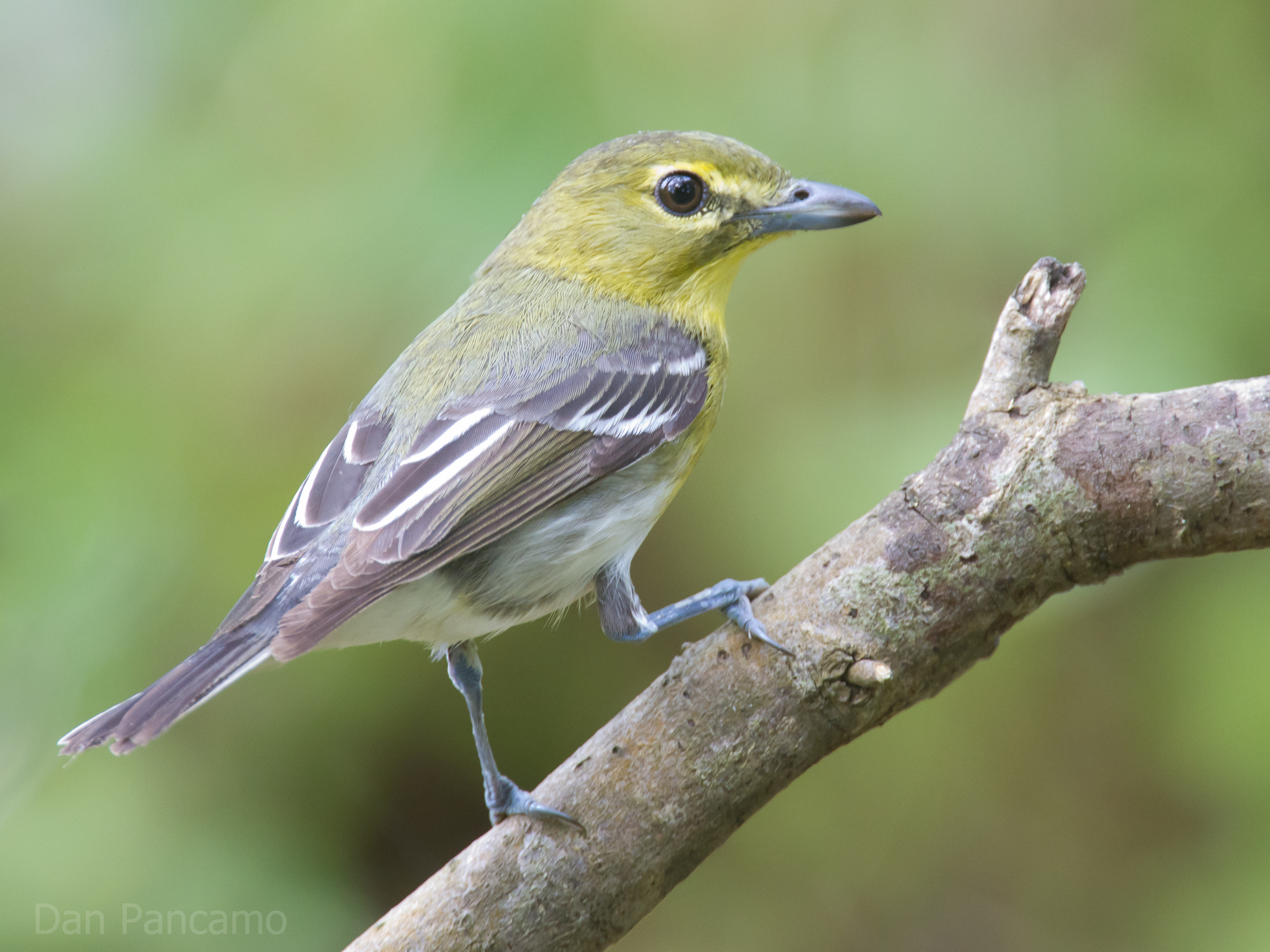
Місце проживання Сіроголового віреона — світлі листопадні ліси

Частина видів дуже гнучка у виборі місць проживання й пристосовується до різних типів ландшафтів, інша — зустрічається лише в певному гірському поясі та у відповідності з необхідними їм мікрокліматом і типом рослинності. Хвойні ялицево-ялинові ліси, що ростуть на висоті понад 1200 м над рівнем моря, населяють птахи, основні ділянки ареала яких характерні для північних широт: синиця чороношапочка, золотоголовий корольок, повзик червоногрудий, північноамериканський мохноногий сич, ялиновий лісовий співун, канадська вільсонія, бурий короткоклювий дрозд та волове очко. У заростях ожини, поширеної в нижній частині парку, часто трапляється жовтошапковий лісовий співун; у хвойних та змішаних лісах середнього й верхнього поясу широко поширений юнко сірий.

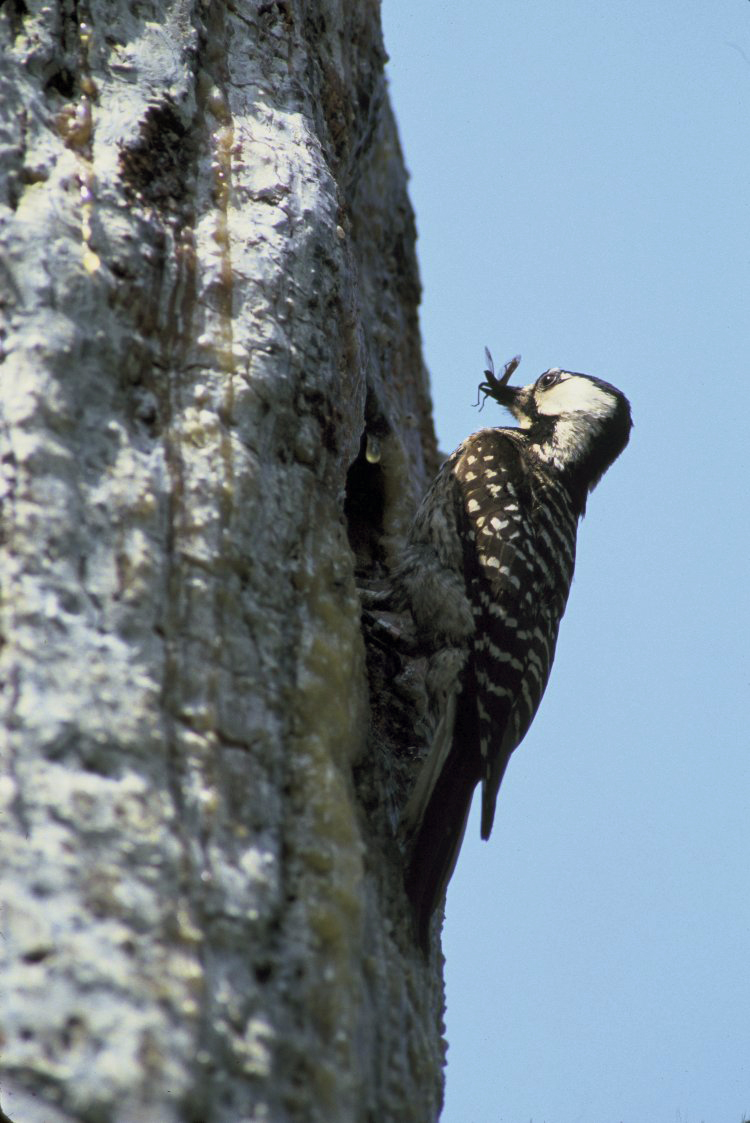
Один з видів під охороною — кокардовий дятел

Аппалачський та північний твердолистий ліс — екосистеми, в яких відбулося змішання переважно північних та тропічних видів птахів, при цьому і ті, й ті гніздяться тут на периферії (відповідно південної та північної) свого гніздового ареалу. До першої категорії з цієї групи відносяться сіроголовий віреон, червоногрудий кардинал, синьоспинний лісовий співун, до другої — червоноокий віреон («Vireo olivaceus»), червоний кардинал, капюшонна вільсонія («Wilsonia citrina») та деякі інші види. Найбільша різноманітність видів — в широколистяних лісах середнього й нижнього поясу гір з жаркішим та вологішим кліматом. Серед найпоширеніших видів тут зустрічаються  — пухнастий дятел («Picoides pubescens»), північноамериканська совка, рибалочка Megaceryle alcyon, каролінська гаїчка, каролінський чагарниковий кропивник («Thryothorus ludovicianus»), співоча зонотрихія, американський чиж. Влітку тут гніздяться також жовтодзьоба зозуля («Coccyzus americanus»), східний емпідонакс («Empidonax virescens»), лісової дрізд («Hylocichla mustelina»), жовтогорлий віреон («Vireo flavifrons»), рябий співун («Mniotilta varia»), золотоголовий дроздовий співун, «Parkesia motacilla», червоно-чорна піранга, індиговий вівсянковий кардинал. Серед типових зимових мешканців парку — миртовий лісовий співун та білогорлий горобець («Zonotrichia albicollis»).
Безлісі трав'янисті ділянки парку займають менше одного відсотка всієї території, проте деяких птахів можна зустріти лише тут. Серед типових представників відкритих ландшафтів канюк червонохвостий, боривітер американський, віргінська перепілка, індичка дика, пісочник галасливий («Charadrius vociferus»), східна сіалія, польова вівсянка («Spizella pusilla»), східний луговий трупіал («Sturnella magna»). Влітку тут гніздяться королівський тиран («Tyrannus tyrannus»), сільська ластівка, золотистий лісовий співун і садовий кольоровий трупіал («Icterus spurius»).

### Риби

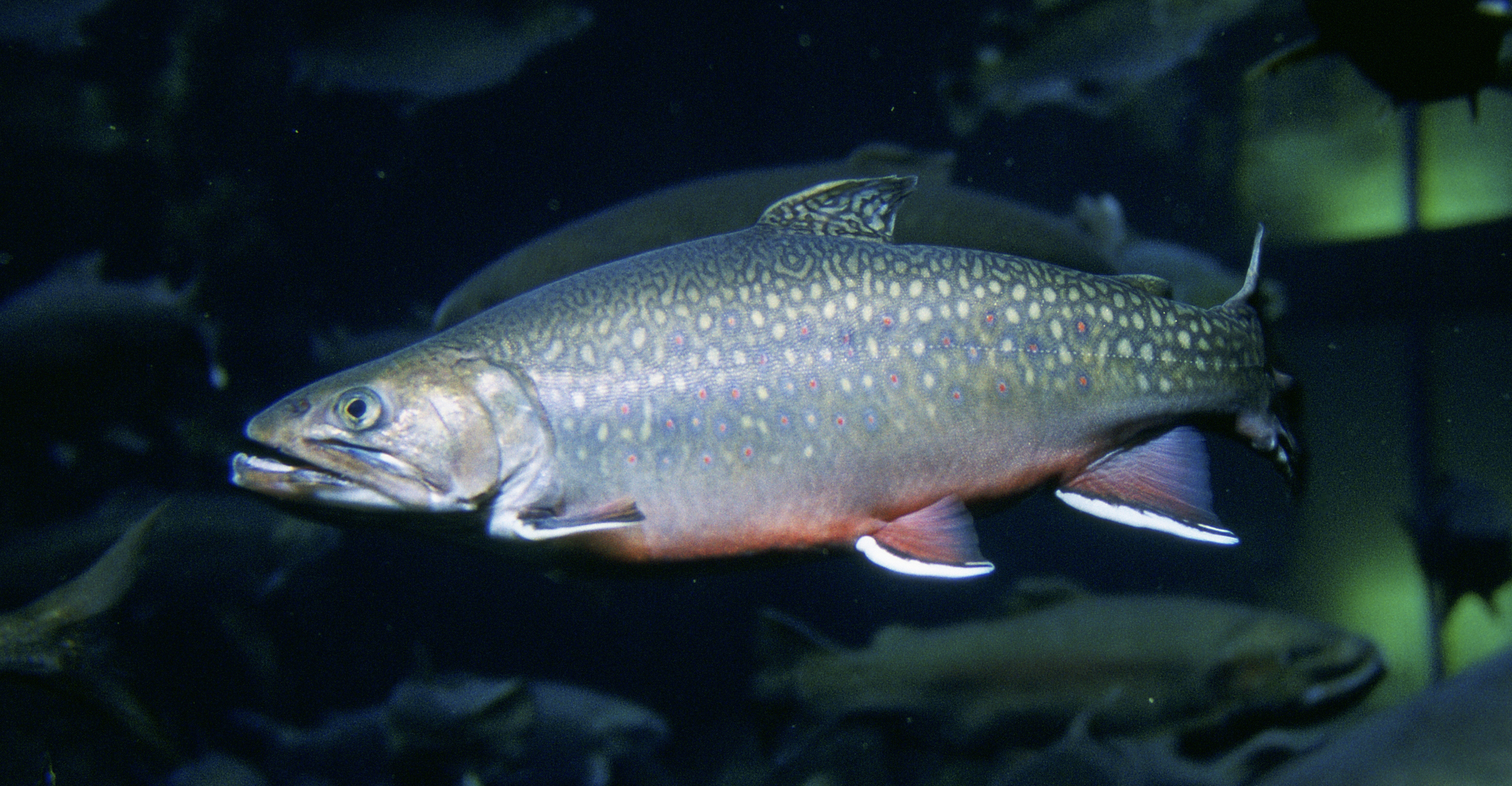
Палія американська — єдиний місцевий вид форелі у водоймах Грейт-Смокі-Маунтінс

Сукупна довжина водотоків у національному парку перевищує 3400 км, з яких близько 1300 км (800 миль) населяють більше 60 видів риб дванадцяти родин, зокрема міноги, окуневі, центрархові, коропові, чукучанові та лососеві. Останні представлені трьома рибальськими видами, проте тільки один з них — палія американська («Salvelinus fontinalis») — є корінним жителем цих місць, а два інших (пструг струмковий та пструг райдужний) інтродуковані з Євразії та річок, що впадають у Тихий океан. Починаючи з першої половини XX століття, наслідок конкуренції з більш продуктивним пстругом райдужним район поширення палії в парку скоротилося майже вчетверо.
Чотири види, що мешкають або раніше мешкали в нижній течії струмка Абрамс-Крик, знаходяться під охороною федеральної влади США та Міжнародної Червоної книги. Види «Erimonax monacha» та «Noturus flavipinnis» мають статус вразливого виду (категорія «VU»), «Noturus baileyi» і «Etheostoma percnurum» — знаходиться під загрозою зникнення (категорія «EN»). Адміністрація парку планує реінтродукувати ці види в корінні місця їхнього проживання.

### Плазуни і земноводні

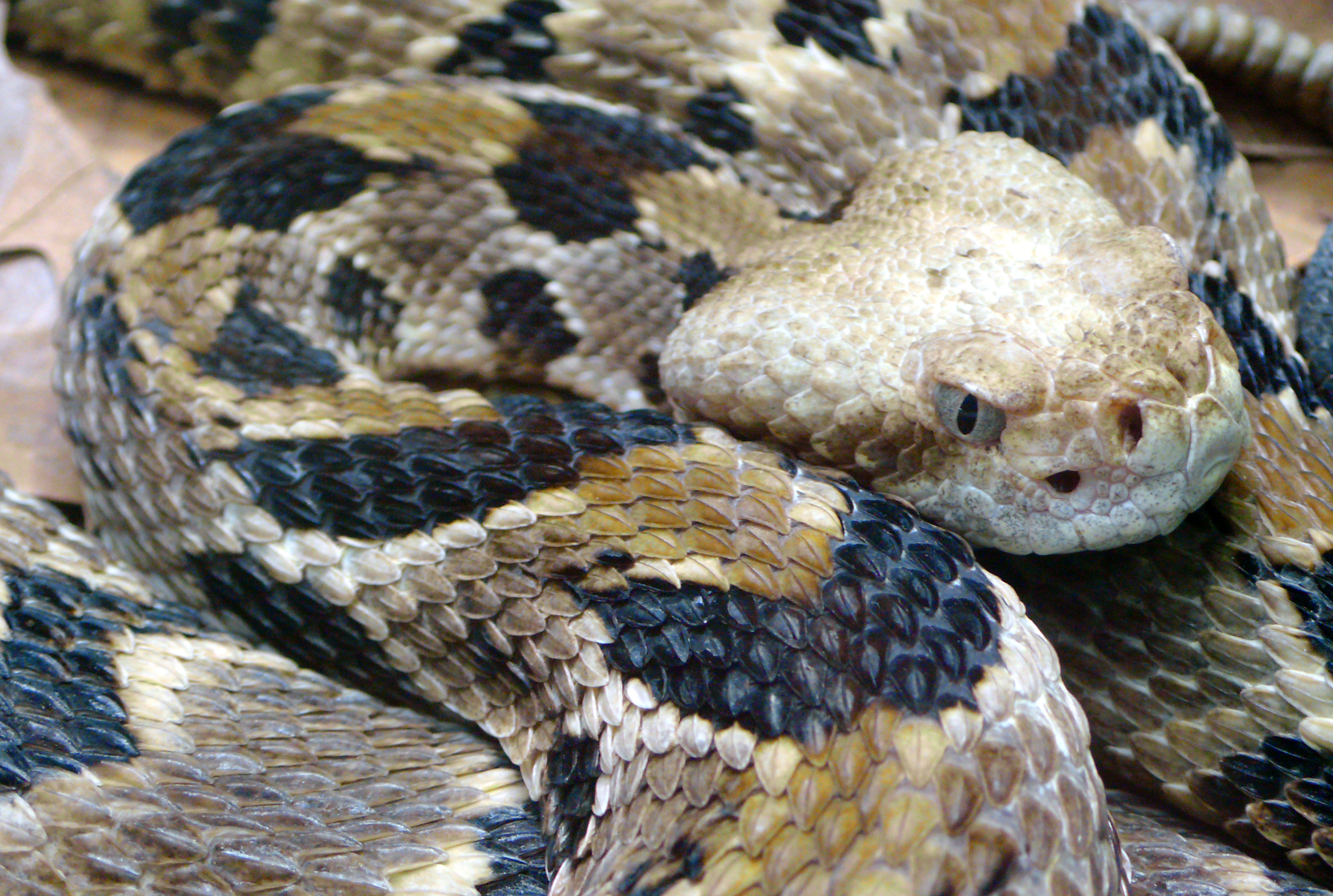
Гримучник лісовий — одна з двох отруйних змій, що мешкають у парку

В описах герпетофауни парку насамперед наголошують на надзвичайно великому біорізноманітті саламандр. Будь-якої пори року кількість цих тварин у Грейт-Смокі перевищує сумарну кількість всіх інших хребетних, зокрема і людей — працівників та відвідувачів парку. Відомо, що Південні Аппалачі є світовим центром еволюційної диверсифікації безлегеневих саламандр; завдяки цьому на території парку зустрічається 24 види земноводних тільки з цього сімейства. Крім безлегеневих, у парку можна зустріти саламандр з чотирьох інших родин: амбістомових, критозябрецевих, протеїв і справжніх саламандр. У парку мешкає 13 видів жаб.
Рептилії представлені вісьмома видами черепах, дев'ятьма видами ящірок та 21 видом змій. Переважна більшість змій не становить небезпеки для людини, отруйними вважаються тільки Мокасинова змія мідноголова і гримучник лісовий («Crotalus horridus»). Ймовірність нападу надзвичайно мала; за всю історію парку не зареєстровано жодного смертельного випадку, пов'язаного з укусом змії.
|                                                                                    |  |  |  |  |
| Безлегеневі саламандри — підстилкова, імітатор, тюленяча, пунктирна та довгохвоста |  |  |  |  |

## Туризм

### Піші маршрути

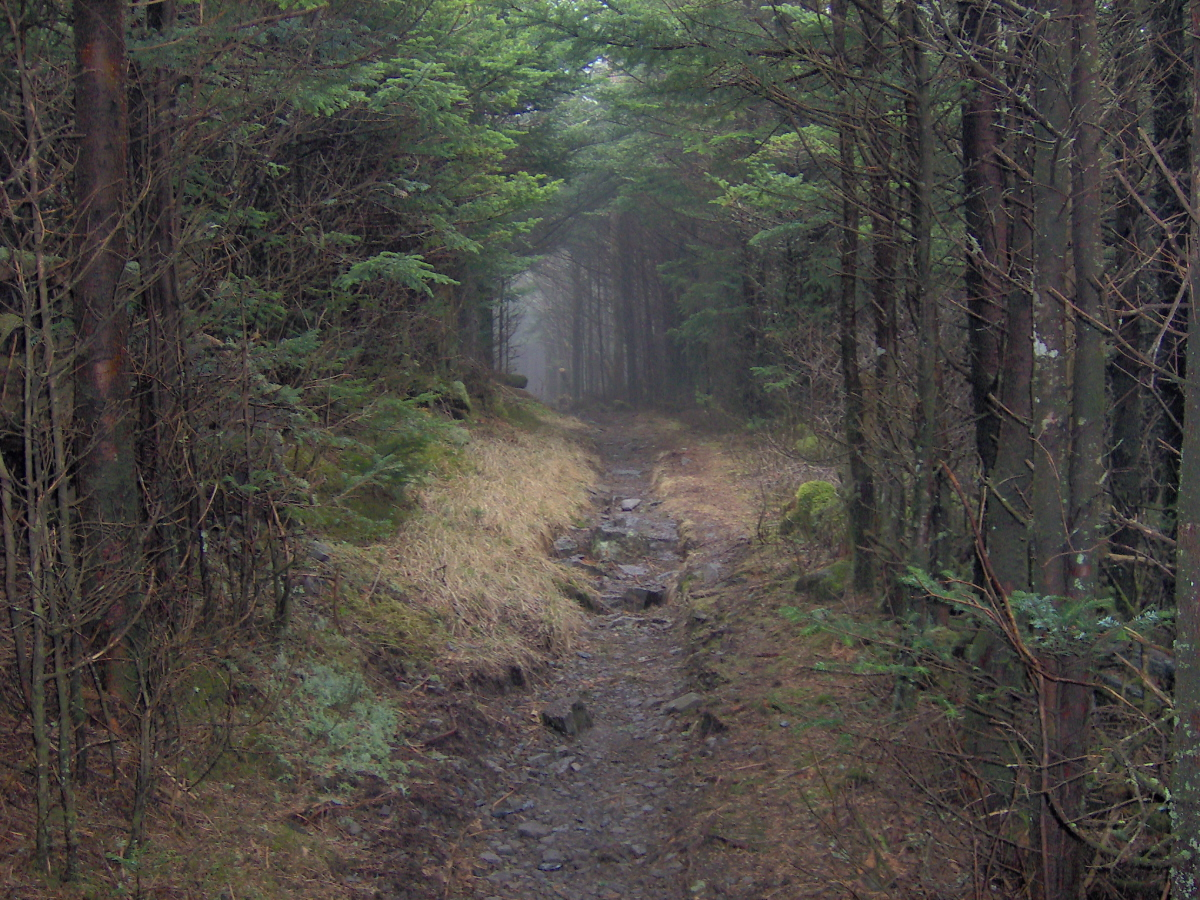
Аппалачська стежка в ялицево-ялиновому лісі на північних схилах гори Гюйо («Mount Guyot»)

Національний парк налічує понад 150 піших туристичних стежок різного ступеня складності, загальна протяжність яких перевищує 1300 км (800 миль), а також близько 885 км (550 миль) маршрутів для верхової їзди. Більшість цих маршрутів була прокладена робітниками з Громадянського корпусу охорони навколишнього середовища у часи Великої депресії.
Один з найвідоміших і популярніших у США маршрутів, що проходить через території 14 штатів, й зокрема через Грейт-Смокі-Маунтінс, — Аппалачська стежка (англ. Appalachian Trail). Протяжність «стежки» в межах парку становить близько 114 км (71 миля); вона починається в районі греблі ГЕС Фонтану (англ. Fontana Dam) в південно-східній частині парку й закінчується в ущелині Девенпорт (англ. Davenport Gap) на північному заході. Ще одна велика туристична стежка, що виходить далеко за межі парку, — «Маунтінс-Ту-Сі» (англ. Mountains-to-Sea Trail, в дослівному перекладі «з гір до моря») — починається в найвищій точці парку горі Клінгменс-Дом і закінчується на атлантичному узбережжі Північної Кароліни в районі мису Гаттерас.
Найпопулярніші маршрути пов'язані або зі сходженням на вершини («Clingmans Dome», «Mount LeConte», «Andrews Bald», «Chimney Tops», «Alum Cave»), або ведуть до водоспадів («Abrams Falls», «Rainbow Falls», «Laurel Falls», «Ramsay Cascades»). З весняним цвітінням різноманітних квітів найбільше пов'язані стежки «Albright Grove», «Boogerman Loop», «Brushy Mountain», «Chestnut Top», «Cucumber Gap Loop», «Deep Creek Loop», «Fork Ridge Trail», «Gregory Bald», «Huskey Gap», «Kanati Fork Trail», «Little River Trail», «Porters Creek Trail», «Rich Mountain Loop», «Schoolhouse Gap», «Shuckstack Fire Tower» і «Smokemont Loop». Велика кількість стежок веде до панорамних видів гір та прилеглих долин, серед них можна згадати «Alum Cave», «Andrews Bald», «Bullhead Trail», «Chestnut Top», «Chimney Tops», «Gregory Bald», «Mount Cammerer», «Mount Sterling», «Rich Mountain Loop» і «Rocky Top». Частина маршрутів проходить уздовж водотоків, найвідоміші з них «Cucumber Gap Loop», «Huskey Gap», «Kephart Prong Trail», «Little River Trail», «Oconaluftee River Trail» і «Smokemont Loop».
З класичним аппалачським лісом можна познайомитися на стежках «Cucumber Gap Loop» і «Porters Creek Trail», а також в околицях хатини Кука («Cook cabin») на березі струмка Літл-Каталучі-Крік («Little Cataloochee Creeck»). В долині річки Околануфти та на берегах струмка Діп-Крік («Deep Creeck») зустрічаються рослини, характерні для північного змішаного лісу.
|                                 |  |  |  |  |
| Різноманітність піших маршрутів |  |  |  |  |

### Кемпінги

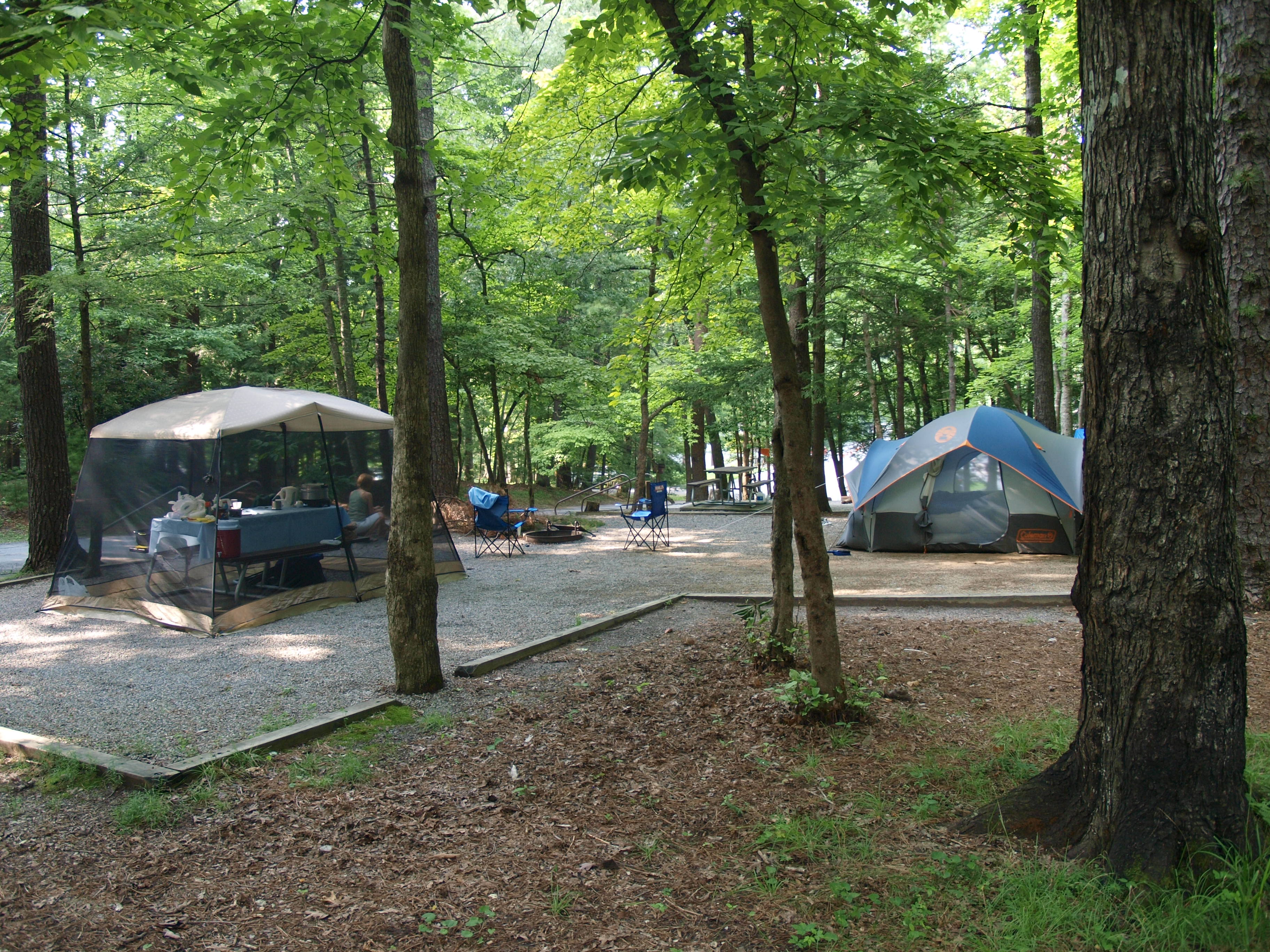
Стандартна ділянку в кемпінгу Кейдс-Коув

Безпосередньо на території парку немає готельного або котеджного сервісу, за винятком невеликого котеджного селища «Le Conte Lodge», розташованого на вершині гори ЛеКонт. Натомість для відвідувачів відкриті 10 стаціонарних кемпінгів. В них знаходяться понад 940 індивідуальних ділянок, кожна з яких обладнана місцем для установки наметів, каміном, столиком для пікніка та асфальтованим під'їздом. Частина майданчиків дозволяє поставити на них будиночок на колесах, проте електрична мережа та водогін, як правило, відсутні. Вартість оренди індивідуальної (на один намет) ділянки — від 14 до 23, групової — від 26 до 65 доларів за добу. У найбільших кемпінгах працюють магазини, в яких можна придбати деякі продукти харчування, похідний інвентар та сувеніри. Душових кабін та пралень у парку немає, ці послуги можна отримати в довколишніх містечках. Крім стаціонарних кемпінгів, встановлення наметів дозволено також на спеціально призначених для цього майданчиках в різних частинах парку при наявності відповідного дозволу. Для відвідувачів з кіньми відкриті 5 спеціалізованих таборів, через які проходять верхові маршрути. Нарешті, у світлий час доби відпочиваючі можуть відвідати 11 зон для пікніка, обладнаних безкоштовними туалетами, грилями й столами.
- «Abrams Creek» — невеликий кемпінг на 16 ділянок у західній частині парку біля однойменного струмка. Відкритий з другої декади березня до кінця жовтня. Розташований на висоті 343 м (1125 футів).
- «Balsam Mountain» — також невеликий кемпінг на 46 ділянок. Знаходиться на висоті 1618 м (5310 футів) у південно-східній частині парку біля індіанської резервації. Працює з середини травня до кінця жовтня.
- «Big Creek» — кемпінг на 12 місць у східній частині парку біля Аппалачской стежки. Висота 518 м (1700 футів) над рівнем моря. Відкритий з другої декади березня до кінця жовтня.
- «Cades Cove» — третій за величиною кемпінг на території парку розташований в однойменній долині. Кількість ділянок — 159, є магазин. Відкритий цілий рік.
- «Cataloochee» — кемпінг на 27 місць на південно-сході парку. Висота 795 м (2610 футів) над рівнем моря. Обов'язкова попередня реєстрація.
- «Cosby» — другий за величиною, на 165 місць, кемпінг на північному сході Грейт-Смокі-Маунтінс. Висота 750 м (2459 футів) над рівнем моря. Відкритий з другої декади березня до кінця жовтня.
- «Deep Creek» — кемпінг на 92 ділянки на півдні парку. Відкритий з квітня по жовтень. Висота 549 м (1800 футів) над рівнем моря.
- «Elkmont» — найбільший кемпінг на території парку, пропонує 220 ділянок. Знаходиться на півночі недалеко від центрального офісу, відкритий з другої декади березня по кінець листопада. Висота 655 м (2150 футів) над рівнем моря.
- «Look Rock» — кемпінг на 68 місць на заході парку. Висота 792 м (2600 футів) над рівнем моря, відкритий з середини травня до кінця жовтня.
- «Smokemont» — кемпінг у південно-східній частині парку, біля індіанської резервації. Кількість ділянок — 142, відкритий цілий рік. Висота 670 м (2198 футів) над рівнем моря.

### Інформаційні центри

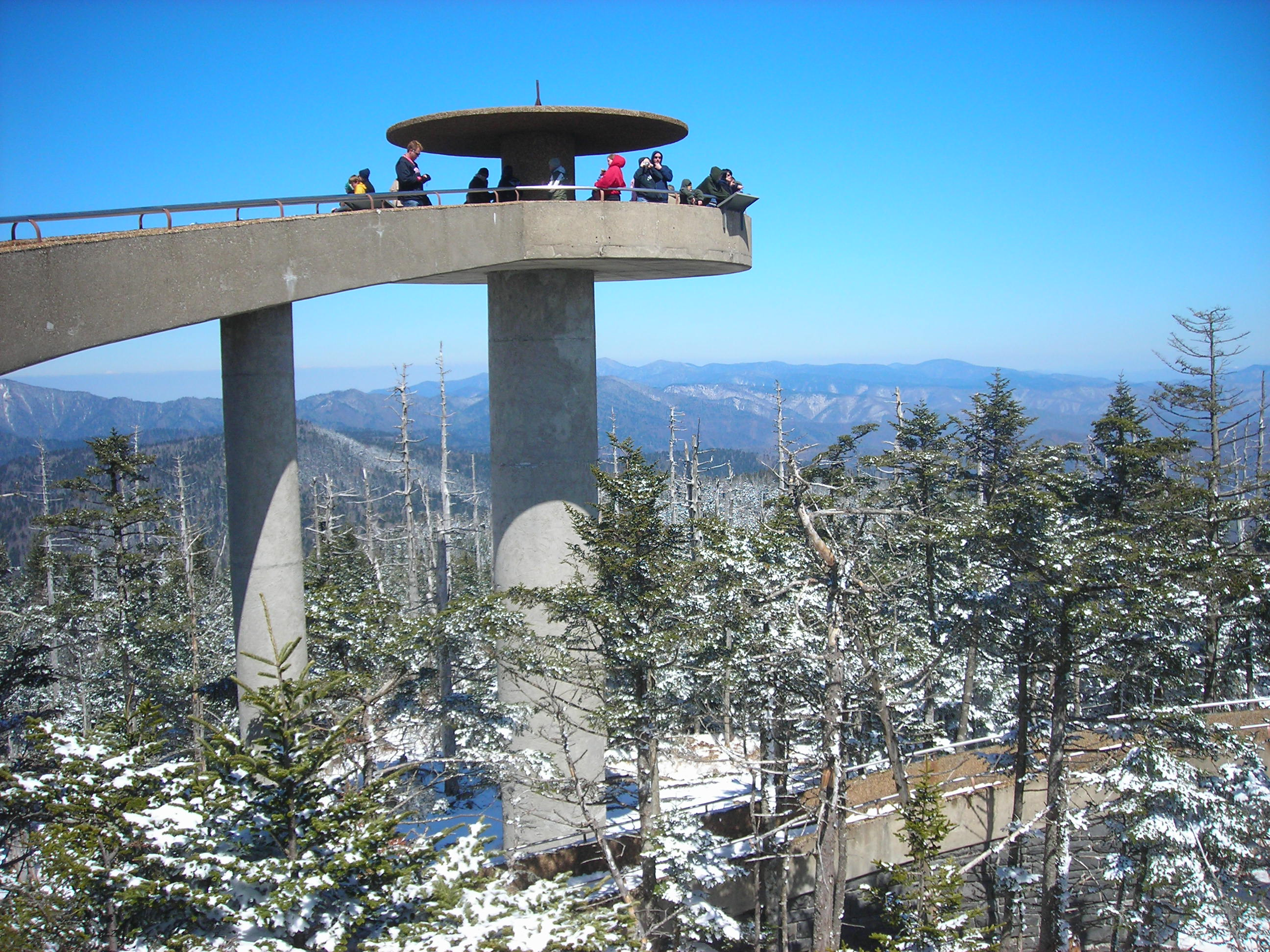
Оглядовий майданчик на вершині гори Клінгменс-Дом

До послуг відвідувачів на території парку відкрито 4 інформаційні центри: Шугарлендс («Sugarlands», тут також працює центральний офіс), Кейдс-Коув («Cades Cove»), Оконалуфті («Oconaluftee») та Клінгменс-Дом («Clingmans Dome»). В цих центрах можна знайти мапи, довідкову літературу, дізнатися про заходи, які проводяться в парку, отримати допомогу співробітників. У Шугарлендсі можна відвідати виставку експонатів місцевої флори й фауни, а також кінозал з 20-хвилинним фільмом. У Околануфті працюють краєзнавчий музей і гірська ферма, що демонструє побут сільських жителів XIX — початку XX століть.